# デストロン (トランスフォーマー)
デストロン(Destron/Deathtron)は、『トランスフォーマー』シリーズに登場する架空の組織。英語版ではほとんどの作品で「ディセプティコン(Decepticons)」、ビーストウォーズおよびカーロボットのデストロンガー・メタルビーストは「プレダコン(Predacons)」と呼ぶ。日本語版ではほとんどの作品で敵トランスフォーマーの組織名は「デストロン」に統一されていたが、2007年の実写映画版公開以降は日本でも英語版に基づいて「ディセプティコン」と呼ばれるようになった。日本国内においては「ディセプティコン」と「プレダコン」の区別が曖昧になっており、『ビーストウォーズII』のデストロン機甲部隊はディセプティコン的な特徴を持つにもかかわらずプレダコンのエンブレムを使用している。なお、プレダコンに対しG1時代のデストロンを「旧デストロン」と呼ぶこともある。

## デストロン／Decepticons

### 沿革（Decepticons）
デストロンは、軍事用ロボット群「ミリタリー・ハードウェア」を祖先とする種族であり、サイバトロンとの対立は1000万年前からに及ぶ。トランスフォーム能力を得たのはサイバトロンより後である。
開戦当初、デストロンは軍事用ロボットを祖先にしており、サイバトロンを圧倒する火力を搭載していた。しかし、指揮系統の欠如によりその能力を活かすことができずにいた。それが980万年前にメガトロン／Megatronの誕生で激変した。彼は各地のデストロンを力で屈服させ、自らを頂点とする強力な指揮系統、支配体制を築き上げた。これにより、弱点の解消されたデストロンはさらに威厳を増し統率の取れた「デストロン軍団」へと変貌し、飛躍的に勢力を拡大させていくこととなった。
400万年前、メガトロン率いる一団がサイバトロンのエネルギー探索の阻止を図った際、サイバトロンともども地球に不時着し、1985年（番組スタート時を舞台をしているため、アメリカ版は1984年）まで機能を停止、軍団覚醒後は地球でのエネルギー奪取を主目的とするようになる。
しかし、この機能を停止している間、サイバトロン、デストロン内の他のトランスフォーマーでの戦い（『ビーストウォーズ 超生命体トランスフォーマー』、『ビーストウォーズメタルス 超生命体トランスフォーマー』）が行われ、同作品では、スタースクリーム、サウンドウェーブなどが休止状態で出演している。この時はG1からの遺伝子であるジャガーが出演した。
なお、メガトロンらが旅立った後のセイバートロン星では、防衛参謀レーザーウェーブの率いる軍団が戦局の維持にあたり、デストロン優勢の状態が続いている。

### 支配体制、および編成
デストロンの支配体制はメガトロンによる独裁体制である。しかし、反メガトロンクーデターの発生が珍しくない状態となっている。軍事用ロボットを祖先とする彼らは戦うために生まれた存在であり、多くの者たちは戦いに大きな価値を持ち、好戦的な傾向を持つ。一説には、このことがセイバートロン戦争勃発の一因になったとも言われている。洗脳を受ける前のビルドロンのようにデストロン系のトランスフォーマーがサイバトロン系のトランスフォーマーと友好的に共存していた例も存在している。
デストロンの構成員はほとんどが戦闘要員であり、輸送兵であるロングハウルなど、支援任務を持つ者であっても最前線での戦闘能力を有する。また、主戦力としてジェットロンなる航空部隊を有し、さらにそれ以外の兵士もほぼ全員が飛行可能であり、迅速な制空権の確保、そして作戦展開が可能である。
サイバトロンに比べると戦局に影響するような技術はデストロンの方が先行している。トリプルチェンジャー、シックスチェンジャーといった多段変形能力者や合体兵士を先に投入したのはデストロンであり、また、動力源や食料の効率的な保存方法であるエネルゴンキューブもデストロン起源の技術である。
デストロンでありながらメガトロンの配下ではない者たちもいる。傭兵集団であるインセクトロンと、サイバトロン、デストロン双方と敵対したスモークスクリーン&ドレッドウィングである。

### 地球人との関係
サイバトロンが地球人との関係を良化していったこと、デストロンの暴虐により、デストロンは地球人から敵視されている。しかし、ショーン・バーガーやDr.アーカビルなど、少数ながらデストロンに味方する地球人も存在する。その後、『マスターフォース』における人間と機械体が融合するTF＝ゴッドマスターの誕生により、地球人でありながらデストロン兵士となった者も出現している。
ただし、ダニエルと親交を結んだシックスショットや地球の街で土建業者を始めた恐竜戦隊のように、中には地球人と和解した例もある。

### ウーマン・デストロン
デストロンの男女比は、大きく男性側に偏っている。サイバトロンにはエリータ・ワンやアーシーなどが存在するが、デストロンにはほとんど登場していない。登場した数少ないウーマン・デストロンとして、漫画版『V』のエスメラルやライザック、『ギャラクシーフォース』のクロミア、『ビーストウォーズリターンズ』のストライカ、『アニメイテッド』のスリップストリームが挙げられる。
ビーストウォーズの女性型デストロン（プレダコン）であるブラックウィドーは、元々はサイバトロン（マクシマル）のプロトフォームで、その後サイバトロンになるという複雑な経緯を持つ。アニメイテッドのブラックアラクニアも、元々は純粋なオートボットだったが、ある事件で醜い姿となりディセプティコンに寝返ったものであり、純粋なウーマン・デストロンではない。
「トランスフォーマー アルティメット・ガイド」には、女性のトランスフォーマーは偶然に発生するものとあり、トランスフォーマー全体の男女比が男性側に大きく偏っていることが示されている。

### テーマソング
作中にて、デストロン軍団のテーマソングとして使われた曲として、以下の2曲が挙げられる。
- 『トランスフォーマー ザ・ムービー』挿入歌「Instruments of Destruction」
歌:N.R.G 製作:Ernie Burns
子供の見るアニメに使う曲としては歌詞が凶悪すぎたため、オリジナルとは一部変更が加えられている(放送禁止表現参照)。

- 『トランスフォーマー ザ☆ヘッドマスターズ』挿入歌「デストロン讃歌」
歌:影山ヒロノブ 作詞:山川啓介 作曲:根岸考旨 編曲:石田勝範

### その他
デストロンは、戦いのないときに遊んでいる描写がほとんど見られない（数少ない例としては、『V』でカクリュウが昆虫をコレクションしていたことを回想、『BWメタルス』でインフェルノらがトランプのようなゲームに興じていた場面がある）。ほとんどが戦いに備えているか、権力抗争をしているかであり、レクリエーションに力を入れていたサイバトロンとは対照的である。
ただし、カセットロン、ビルドロン、インセクトロン、スタントロンなど、メンバー間でのチームワークや連帯感が良い部隊は比較的多い。特にスタントロンは、レクリエーションを楽しむ姿が描かれた唯一の部隊である。
『初代』～『ザ☆ヘッドマスターズ』までに登場するデストロン兵士のほとんどは声にエフェクトがかかっており、メガトロンやスタースクリームら初期から登場している兵士には電子音的、本隊とは出自の異なるインセクトロンや後に開発されたスタントロンやコンバットロンには金属質な物と、区別されている。
デストロンシンボルはサウンドウェーブの顔がモチーフである。

### その後のデストロン（Decepticons）
ザ・ムービー - 2010時代
詳しい経緯は不明だがムービー冒頭の解説ではサイバトロンを追いやりセイバートロン星の掌握に成功している。その後の地球での戦いの直後にメガトロンを宇宙空間に置き去りにしたスタースクリームがリーダーを継承しようとしていたが、ユニクロンによって再生したメガトロンことガルバトロンによってクーデターは防がれた。ユニクロン戦争終結時に一時ガルバトロンが行方不明になるが、ガルバトロンが舞い戻った後は軍を再編して再びサイバトロンとの戦いに突入する。
ヘッドマスターズ時代
ヘッドマスターズと呼ばれる新種のTFが参入。当初は今までと同じくガルバトロンが指揮を執っていたが、彼が行方不明の後戦死、その後釜としてメガザラックが全軍を掌握する。
ザ・リバース時代
ヘッドマスターズとはパラレルワールドの世界。惑星ネビュロスでガルバトロンはネビュロス人ロード・ザラクと共闘する。
マスターフォース時代
闇の総統デビルZに支配されており、ゴッドマスターやプリテンダーなる新TFを新たな戦力としており、地球軍ではオーバーロードがリーダーとなっている。この時代ではデストロンに加入した地球人も存在する。
V（ビクトリー）時代
デスザラスが実権を握り、封印された暗黒要塞を復活させようと目論む。
Z（ゾーン） - ザ・バトルスターズ - 合体大作戦時代
バイオレンジャイガー&九大魔将軍、帝王ダークノヴァ&スーパーメガトロン、総統スクラッシュ、と支配権が移り変わる。
G-2時代
サイバトロンと和解しセイバートロン連合を結成していたが、機械生命体以外の生物はすべて宇宙にとって悪になるとして地球への侵略を開始する。
マイクロン伝説 - スーパーリンク時代
旧シリーズ同様にメガトロンがリーダーとなって宇宙の覇権を狙い、サイバトロンとの争いを繰り広げていたが、地球にやって来た後は戦力としてマイクロンを巡っての戦いへと発展する。最終的には共通の敵ユニクロンに対してスタースクリームの犠牲により全面的な共闘姿勢を示す。対ユニクロン戦終結後メガトロンが行方不明になった後はデストロン残党が一時サイバトロンに組み入れられるも、ユニクロンの首を伴って復活したガルバトロンにより再編成されて戦争が再燃し、今度は新エネルギーである“エネルゴン”の争奪戦となった。
ギャラクシーフォース時代
マスターメガトロン（後のマスターガルバトロン）の下、プラネットフォースの力で新たな宇宙の支配者となろうとしてサイバトロンとプラネットフォースの争奪戦を繰り広げる。当初はわずか数名の少数勢力だったが、数々の星でデストロン派のトランスフォーマーを引き込んで仲間を獲得していった。しかし、従来のデストロン組織と比べると、軍隊と言うよりもならず者の集まりといった側面が強く、一方でスタースクリームを始めとした脱退者も多く出しており、最終的にはマスターガルバトロンの死を待たずして組織は崩壊した。

### デストロン一覧
| IDナンバー                                                                                         | 名前                                                              | 原語名前                                                          | ビークルモード ウェポンモード ビーストモード |
| 初代トランスフォーマー（1985年 - 1986年）（タイムピリオド：今年）                                  | 初代トランスフォーマー（1985年 - 1986年）（タイムピリオド：今年） | 初代トランスフォーマー（1985年 - 1986年）（タイムピリオド：今年） | 初代トランスフォーマー（1985年 - 1986年）（タイムピリオド：今年） |
| -------------------------------------------------------------------------------------------------- | ----------------------------------------------------------------- | ----------------------------------------------------------------- | --- |
| 16                                                                                                 | メガトロン                                                        | Megatron                                                          | ワルサーP38 |
| 17                                                                                                 | サウンドウェーブ&ランブル                                         | Soundwave & Rumble                                                | エネルギー補給ベース、ポータブルカセットプレーヤー（サウンドウェーブ） ミクロス（ランブル） |
| 18                                                                                                 | フレンジー                                                        | Frenzy                                                            | ミクロス |
| 19                                                                                                 | ジャガー                                                          | Ravage                                                            | ジャガー |
| 20                                                                                                 | コンドル                                                          | Laserbeak                                                         | コンドル |
| 21                                                                                                 | リフレクター                                                      | Reflector                                                         | MICROX（ミクロックス） |
| 22                                                                                                 | スタースクリーム                                                  | Starscream                                                        | F-15戦闘機 |
| 23                                                                                                 | スカイワープ                                                      | Skywarp                                                           | F-15戦闘機 |
| 24                                                                                                 | サンダークラッカー                                                | Thundercracker                                                    | F-15戦闘機 |
| 31                                                                                                 | ロングハウル                                                      | Long-Haul                                                         | ダンプトラック |
| 32                                                                                                 | スクラッパー                                                      | Scrapper                                                          | ホイールローダー |
| 33                                                                                                 | グレン                                                            | Hook                                                              | クレーン車 |
| 34                                                                                                 | ミックスマスター                                                  | Mixmaster                                                         | ミキサー車 |
| 35                                                                                                 | スカベンジャー                                                    | Scavenger                                                         | 油圧ショベル |
| 36                                                                                                 | ボーンクラッシャー                                                | Bonecrusher                                                       | ブルドーザー |
| 37                                                                                                 | デバスター                                                        | Devastator                                                        | ダンプトラック（ロングハウル） ホイールローダー（スクラッパー） クレーン車（グレン） ミキサー車（ミックスマスター） 油圧ショベル（スカベンジャー） ブルドーザー（ボーンクラッシャー）              |
| 40                                                                                                 | キックバック                                                      | Kickback                                                          | バッタ |
| 41                                                                                                 | ボンブシェル                                                      | Bombshell                                                         | カブトムシ |
| 42                                                                                                 | シャープネル                                                      | Sharpnel                                                          | クワガタムシ |
| 43                                                                                                 | ブリッツウイング                                                  | Blitzwing                                                         | 74式戦車 MIG-25航空機 |
| 48                                                                                                 | アストロトレイン                                                  | Astrotrain                                                        | スペースシャトル 国鉄D51形蒸気機関車 |
| 49                                                                                                 | レーザーウェーブ                                                  | Shockwave                                                         | 光線銃 |
| 68                                                                                                 | マグニフィカス                                                    | Magnificus                                                        | 顕微鏡 |
| 69                                                                                                 | ハウルバック                                                      | Howlback                                                          | ジャガー |
| 70                                                                                                 | ガーボイル                                                        | Garboil                                                           | コンドル |
| 71                                                                                                 | コバルトセントリー セット                                         | Cobalt Sentries                                                   | ジャガー（ハウルバック） コンドル（ガーボイル） |
| 72                                                                                                 | オーバーチャージ                                                  | Overcharge                                                        | 74式戦車 MIG-25航空機 |
| 73                                                                                                 | ショットホール                                                    | Shothole                                                          | バッタ |
| 74                                                                                                 | サルボー                                                          | Salvo                                                             | カブトムシ |
| 75                                                                                                 | ザップトラップ                                                    | Zaptrap                                                           | クワガタムシ |
| 76                                                                                                 | インセクトロン クローンセット                                     | Insecticon Clones                                                 | バッタ（ショットホール） カブトムシ（サルボー） クワガタムシ（ザップトラップ） |
| 84                                                                                                 | バグバイト バッドボーイ トレッズ                                  | Bug-Bite Bad-Boy Treds                                            | フォルクスワーゲンビートル（バグバイト） A-10航空機（バッドボーイ） M551シェリダン（トレッズ） |
| 89                                                                                                 | サンストーム                                                      | Sunstorm                                                          | F-15戦闘機 |
| 93                                                                                                 | メガプレックス                                                    | Megaplex                                                          | ワルサーP38 |
| 97                                                                                                 | ダージ                                                            | Dirge                                                             | エンテ型飛行機 |
| D-50                                                                                               | モーターマスター                                                  | Motormaster                                                       | ケンワース、移動攻撃基地 |
| D-51                                                                                               | ブレークダウン                                                    | Breakdown                                                         | ランボルギーニ・カウンタック |
| D-52                                                                                               | ドラッグストライプ                                                | Drag-Strip                                                        | ティレル・P34 |
| D-53                                                                                               | ワイルドライダー                                                  | Wildrider                                                         | フェラーリ・308 |
| D-54                                                                                               | デッドエンド                                                      | Dead-End                                                          | ポルシェ 928 |
| D-55                                                                                               | メナゾール                                                        | Menasor                                                           | ケンワース、移動攻撃基地（モーターマスター） ランボルギーニ・カウンタック（ブレークダウン） ティレル・P34（ドラッグストライプ） フェラーリ・308（ワイルドライダー） ポルシェ 928（デッドエンド）   |
| D-56                                                                                               | ラムジェット                                                      | Ramjet                                                            | エンテ型飛行機 |
| D-57                                                                                               | スラスト                                                          | Thrust                                                            | エンテ型飛行機 |
| D-64                                                                                               | オンスロート                                                      | Onslaught                                                         | 大砲車、移動攻撃基地 |
| D-65                                                                                               | ブレストオフ                                                      | Blast-Off                                                         | スペースシャトル |
| D-66                                                                                               | ボルター                                                          | Vortex                                                            | H-2航空機 |
| D-67                                                                                               | ブロウル                                                          | Brawl                                                             | レオパルト1 |
| D-68                                                                                               | スィンドル                                                        | Swindle                                                           | FMC XR311 |
| D-69                                                                                               | ブルーティカス                                                    | Bruticus                                                          | 大砲車、移動攻撃基地（オンスロート） スペースシャトル（ブレストオフ） H-2航空機（ボルター） レオパルト1（ブロウル） FMC XR311（スィンドル）                                                        |
| VS-Z                                                                                               | バズソー                                                          | Buzzsaw                                                           | コンドル |
| トランスフォーマー2010（1986年 - 1987年）（タイムピリオド：2010年）                                |                                                                   |                                                                   | |
| 17                                                                                                 | サウンドウェーブ&ランブル                                         | Soundwave & Rumble                                                | エネルギー補給ベース、ポータブルカセットプレーヤー（サウンドウェーブ） ミクロス（ランブル） |
| 31                                                                                                 | ロングハウル                                                      | Long-Haul                                                         | ダンプトラック |
| 32                                                                                                 | スクラッパー                                                      | Scrapper                                                          | ホイールローダー |
| 33                                                                                                 | グレン                                                            | Hook                                                              | クレーン車 |
| 34                                                                                                 | ミックスマスター                                                  | Mixmaster                                                         | ミキサー車 |
| 35                                                                                                 | スカベンジャー                                                    | Scavenger                                                         | 油圧ショベル |
| 36                                                                                                 | ボーンクラッシャー                                                | Bonecrusher                                                       | ブルドーザー |
| 37                                                                                                 | デバスター                                                        | Devastator                                                        | ダンプトラック（ロングハウル） ホイールローダー（スクラッパー） クレーン車（グレン） ミキサー車（ミックスマスター） 油圧ショベル（スカベンジャー） ブルドーザー（ボーンクラッシャー）              |
| 40                                                                                                 | キックバック                                                      | Kickback                                                          | バッタ |
| 41                                                                                                 | ボンブシェル                                                      | Bombshell                                                         | カブトムシ |
| 42                                                                                                 | シャープネル                                                      | Sharpnel                                                          | クワガタムシ |
| 43                                                                                                 | ブリッツウイング                                                  | Blitzwing                                                         | 74式戦車 MIG-25航空機 |
| 48                                                                                                 | アストロトレイン                                                  | Astrotrain                                                        | スペースシャトル 国鉄D51形蒸気機関車 |
| 72                                                                                                 | オーバーチャージ                                                  | Overcharge                                                        | 74式戦車 MIG-25航空機 |
| 97                                                                                                 | ダージ                                                            | Dirge                                                             | エンテ型飛行機 |
| D-50                                                                                               | モーターマスター                                                  | Motormaster                                                       | ケンワース、移動攻撃基地 |
| D-51                                                                                               | ブレークダウン                                                    | Breakdown                                                         | ランボルギーニ・カウンタック |
| D-52                                                                                               | ドラッグストライプ                                                | Drag-Strip                                                        | ティレル・P34 |
| D-53                                                                                               | ワイルドライダー                                                  | Wildrider                                                         | フェラーリ・308 |
| D-54                                                                                               | デッドエンド                                                      | Dead-End                                                          | ポルシェ 928 |
| D-55                                                                                               | メナゾール                                                        | Menasor                                                           | ケンワース、移動攻撃基地（モーターマスター） ランボルギーニ・カウンタック（ブレークダウン） ティレル・P34（ドラッグストライプ） フェラーリ・308（ワイルドライダー） ポルシェ 928（デッドエンド）   |
| D-56                                                                                               | ラムジェット                                                      | Ramjet                                                            | エンテ型飛行機 |
| D-57                                                                                               | スラスト                                                          | Thrust                                                            | エンテ型飛行機 |
| D-58                                                                                               | フレンジー                                                        | Frenzy                                                            | ミクロス |
| D-59                                                                                               | ジャガー                                                          | Ravage                                                            | ジャガー |
| D-60                                                                                               | コンドル                                                          | Laserbeak                                                         | コンドル |
| D-61                                                                                               | ラットバット                                                      | Ratbat                                                            | カセット |
| D-62                                                                                               | ガルバトロン                                                      | Galvatron                                                         | レーザーガン |
| D-63                                                                                               | ダイナザウラー                                                    | Trypticon                                                         | ネメシスⅡ ディノベース |
| D-64                                                                                               | オンスロート                                                      | Onslaught                                                         | 大砲車、移動攻撃基地 |
| D-65                                                                                               | ブレストオフ                                                      | Blast-Off                                                         | スペースシャトル |
| D-66                                                                                               | ボルター                                                          | Vortex                                                            | H-2航空機 |
| D-67                                                                                               | ブロウル                                                          | Brawl                                                             | レオパルト1 |
| D-68                                                                                               | スィンドル                                                        | Swindle                                                           | FMC XR311 |
| D-69                                                                                               | ブルーティカス                                                    | Bruticus                                                          | 大砲車、移動攻撃基地（オンスロート） スペースシャトル（ブレストオフ） H-2航空機（ボルター） レオパルト1（ブロウル） FMC XR311（スィンドル）                                                        |
| D-70                                                                                               | サイクロナス                                                      | Cyclonus                                                          | 戦闘機 |
| D-71                                                                                               | スカージ                                                          | Scourge                                                           | ホバークラフトUFO |
| D-72                                                                                               | オクトーン                                                        | Octane                                                            | ジャンボジェット タンクローリー |
| D-73                                                                                               | レーザークロー                                                    | Razorclaw                                                         | ライオン |
| D-74                                                                                               | ラムページ                                                        | Rampage                                                           | ジャガー |
| D-75                                                                                               | ダイムボム                                                        | Divebomb                                                          | ワシ |
| D-76                                                                                               | タントラム                                                        | Tantrum                                                           | バッファロー |
| D-77                                                                                               | ヘッドストロング                                                  | Headstrong                                                        | サイ |
| D-78                                                                                               | プレダキング                                                      | Predaking                                                         | ライオン（レーザークロー） ジャガー（ラムページ） ワシ（ダイムボム） バッファロー（タントラム） サイ（ヘッドストロング）                                                                           |
| D-79                                                                                               | ハングルー                                                        | Hun-Gurr                                                          | 双頭竜、電子パルスキャノン砲 |
| D-80                                                                                               | リッパースナッパー                                                | Rippersnapper                                                     | 鮫型モンスター |
| D-81                                                                                               | シナーツイン                                                      | Sinnertwin                                                        | 双頭竜 |
| D-82                                                                                               | カットスロート                                                    | Cutthroat                                                         | 怪鳥 |
| D-83                                                                                               | ブット                                                            | Blot                                                              | ミュータント |
| D-84                                                                                               | オボミナス                                                        | Abominus                                                          | 双頭竜、電子パルスキャノン砲（ハングルー） 鮫型モンスター（リッパースナッパー） 双頭竜（シナーツイン） 怪鳥（カットスロート） ミュータント（ブット）                                               |
| D-108                                                                                              | スラッグフェスト                                                  | Slugfest                                                          | カセット |
| D-109                                                                                              | オーバーキル                                                      | Overkill                                                          | カセット |
| トランスフォーマー ザ☆ヘッドマスターズ（1987年 - 1988年）（タイムピリオド：2011年）                |                                                                   |                                                                   | |
| 31                                                                                                 | ロングハウル                                                      | Long-Haul                                                         | ダンプトラック |
| 32                                                                                                 | スクラッパー                                                      | Scrapper                                                          | ホイールローダー |
| 33                                                                                                 | グレン                                                            | Hook                                                              | クレーン車 |
| 34                                                                                                 | ミックスマスター                                                  | Mixmaster                                                         | ミキサー車 |
| 35                                                                                                 | スカベンジャー                                                    | Scavenger                                                         | 油圧ショベル |
| 36                                                                                                 | ボーンクラッシャー                                                | Bonecrusher                                                       | ブルドーザー |
| 37                                                                                                 | デバスター                                                        | Devastator                                                        | ダンプトラック（ロングハウル） ホイールローダー（スクラッパー） クレーン車（グレン） ミキサー車（ミックスマスター） 油圧ショベル（スカベンジャー） ブルドーザー（ボーンクラッシャー）              |
| 43                                                                                                 | ブリッツウイング                                                  | Blitzwing                                                         | 74式戦車 MIG-25航空機 |
| 48                                                                                                 | アストロトレイン                                                  | Astrotrain                                                        | スペースシャトル 国鉄D51形蒸気機関車 |
| D-50                                                                                               | モーターマスター                                                  | Motormaster                                                       | ケンワース、移動攻撃基地 |
| D-51                                                                                               | ブレークダウン                                                    | Breakdown                                                         | ランボルギーニ・カウンタック |
| D-52                                                                                               | ドラッグストライプ                                                | Drag-Strip                                                        | ティレル・P34 |
| D-53                                                                                               | ワイルドライダー                                                  | Wildrider                                                         | フェラーリ・308 |
| D-54                                                                                               | デッドエンド                                                      | Dead-End                                                          | ポルシェ 928 |
| D-55                                                                                               | メナゾール                                                        | Menasor                                                           | ケンワース、移動攻撃基地（モーターマスター） ランボルギーニ・カウンタック（ブレークダウン） ティレル・P34（ドラッグストライプ） フェラーリ・308（ワイルドライダー） ポルシェ 928（デッドエンド）   |
| D-62                                                                                               | ガルバトロン                                                      | Galvatron                                                         | レーザーガン |
| D-63                                                                                               | ダイナザウラー                                                    | Trypticon                                                         | ネメシスⅡ ディノベース |
| D-64                                                                                               | オンスロート                                                      | Onslaught                                                         | 大砲車、移動攻撃基地 |
| D-65                                                                                               | ブレストオフ                                                      | Blast-Off                                                         | スペースシャトル |
| D-66                                                                                               | ボルター                                                          | Vortex                                                            | H-2航空機 |
| D-67                                                                                               | ブロウル                                                          | Brawl                                                             | レオパルト1 |
| D-68                                                                                               | スィンドル                                                        | Swindle                                                           | FMC XR311 |
| D-69                                                                                               | ブルーティカス                                                    | Bruticus                                                          | 大砲車、移動攻撃基地（オンスロート） スペースシャトル（ブレストオフ） H-2航空機（ボルター） レオパルト1（ブロウル） FMC XR311（スィンドル）                                                        |
| D-70                                                                                               | サイクロナス                                                      | Cyclonus                                                          | 戦闘機 |
| D-71                                                                                               | スカージ                                                          | Scourge                                                           | ホバークラフトUFO |
| D-72                                                                                               | オクトーン                                                        | Octane                                                            | ジャンボジェット タンクローリー |
| D-73                                                                                               | レーザークロー                                                    | Razorclaw                                                         | ライオン |
| D-74                                                                                               | ラムページ                                                        | Rampage                                                           | ジャガー |
| D-75                                                                                               | ダイムボム                                                        | Divebomb                                                          | ワシ |
| D-76                                                                                               | タントラム                                                        | Tantrum                                                           | バッファロー |
| D-77                                                                                               | ヘッドストロング                                                  | Headstrong                                                        | サイ |
| D-78                                                                                               | プレダキング                                                      | Predaking                                                         | ライオン（レーザークロー） ジャガー（ラムページ） ワシ（ダイムボム） バッファロー（タントラム） サイ（ヘッドストロング）                                                                           |
| D-79                                                                                               | ハングルー                                                        | Hun-Gurr                                                          | 双頭竜、電子パルスキャノン砲 |
| D-80                                                                                               | リッパースナッパー                                                | Rippersnapper                                                     | 鮫型モンスター |
| D-81                                                                                               | シナーツイン                                                      | Sinnertwin                                                        | 双頭竜 |
| D-82                                                                                               | カットスロート                                                    | Cutthroat                                                         | 怪鳥 |
| D-83                                                                                               | ブット                                                            | Blot                                                              | ミュータント |
| D-84                                                                                               | オボミナス                                                        | Abominus                                                          | 双頭竜、電子パルスキャノン砲（ハングルー） 鮫型モンスター（リッパースナッパー） 双頭竜（シナーツイン） 怪鳥（カットスロート） ミュータント（ブット）                                               |
| D-85                                                                                               | スカル                                                            | Skullcruncher                                                     | ワニ |
| D-86                                                                                               | ウィアードウルフ                                                  | Weirdwolf                                                         | オオカミ |
| D-87                                                                                               | ワイプ                                                            | Mindwipe                                                          | コウモリ |
| D-88                                                                                               | トリガーハーピー                                                  | Triggerhappy                                                      | スーパージェット |
| D-89                                                                                               | ミスファイヤー                                                    | Misfire                                                           | エアージェット |
| D-90                                                                                               | スラッグスリンガー                                                | Slugslinger                                                       | ダブルジェット |
| D-93                                                                                               | メガザラック                                                      | Scorponok                                                         | 移動基地 巨大サソリ |
| D-94                                                                                               | パウンス&ウイングスパン                                           | Pounce & Wingspan                                                 | ジャガー（パウンス） コンドル（ウイングスパン） |
| D-96                                                                                               | バトルトラップ                                                    | Battletrap                                                        | ヘリコプター&4WD |
| D-97                                                                                               | フライホイール                                                    | Flywheels                                                         | ステルス機&戦車 |
| D-98                                                                                               | シックスショット                                                  | Sixshot                                                           | レーザーガン オオカミ ジェット機 バトルカー タンク |
| D-99                                                                                               | エイプフェイス                                                    | Apeface                                                           | ジェット機 ゴリラ |
| D-100                                                                                              | スナップドラゴン                                                  | Snapdragon                                                        | ジェット機 ドラゴン |
| D-101                                                                                              | サウンドブラスター                                                | Soundblaster                                                      | エネルギー補給ベース ポータブルカセットプレーヤー |
| D-102                                                                                              | ランブル                                                          | Rumble                                                            | ミクロス |
| D-103                                                                                              | フレンジー                                                        | Frenzy                                                            | ミクロス |
| D-104                                                                                              | ジャガー                                                          | Ravage                                                            | ジャガー |
| D-105                                                                                              | コンドル                                                          | Laserbeak                                                         | コンドル |
| D-106                                                                                              | バズソー                                                          | Buzzsaw                                                           | コンドル |
| D-107                                                                                              | ラットバット                                                      | Ratbat                                                            | カセット |
| D-108                                                                                              | スラッグフェスト                                                  | Slugfest                                                          | カセット |
| D-109                                                                                              | オーバーキル                                                      | Overkill                                                          | カセット |
| トランスフォーマー 超神マスターフォース（1988年 - 1989年）（タイムピリオド：2012年）               |                                                                   |                                                                   | |
| D-84                                                                                               | オボミナス                                                        | Abominus                                                          | 双頭竜、電子パルスキャノン砲（ハングルー） 鮫型モンスター（リッパースナッパー） 双頭竜（シナーツイン） 怪鳥（カットスロート） ミュータント（ブット）                                               |
| D-85                                                                                               | スカル                                                            | Skullcruncher                                                     | ワニ |
| D-86                                                                                               | ウィアードウルフ                                                  | Weirdwolf                                                         | オオカミ |
| D-87                                                                                               | ワイプ                                                            | Mindwipe                                                          | コウモリ |
| D-93                                                                                               | メガザラック                                                      | Scorponok                                                         | 移動基地 巨大サソリ |
| D-98                                                                                               | シックスショット                                                  | Sixshot                                                           | レーザーガン オオカミ ジェット機 バトルカー タンク |
| D-99                                                                                               | エイプフェイス                                                    | Apeface                                                           | ジェット機 ゴリラ |
| D-100                                                                                              | スナップドラゴン                                                  | Snapdragon                                                        | ジェット機 ドラゴン |
| D-101                                                                                              | サウンドブラスター                                                | Soundblaster                                                      | エネルギー補給ベース ポータブルカセットプレーヤー |
| D-201                                                                                              | ブラッド                                                          | Bomb-Burst                                                        | 垂直離着陸機 |
| D-202                                                                                              | ダウロス                                                          | Skullgrin                                                         | 戦車 |
| D-203                                                                                              | ギルマー                                                          | Submarauder                                                       | 潜水艇 |
| D-301                                                                                              | ワイルダー                                                        | Fangry                                                            | オオカミモンスター |
| D-302                                                                                              | ブルホーン                                                        | Horri-Bull                                                        | バッファローモンスター |
| D-303                                                                                              | キャンサー                                                        | Squeezeplay                                                       | カニモンスター |
| D-304                                                                                              | ハイドラー                                                        | Darkwing                                                          | トーネード戦闘機 |
| D-305                                                                                              | バスター                                                          | Dreadwind                                                         | F-16戦闘機 |
| D-306                                                                                              | ダークウィングス                                                  | Dreadwing                                                         | トーネード戦闘機（ハイドラー） F-16戦闘機（バスター） |
| D-307                                                                                              | オーバーロードテラマグマトロン                                    | Overlord Tera Magmatron                                           | テラスーパージェット マグマベース メガジェット ギガタンク |
| D-308                                                                                              | ブローニング                                                      | Browning                                                          | FN ブローニングM1910 |
| D-311                                                                                              | ブラックザラック                                                  | Black Scorponok                                                   | 移動基地 巨大サソリ |
| D-312                                                                                              | タートラー                                                        | Snaptrap                                                          | カメ |
| D-313                                                                                              | オーバーバイト                                                    | Overbite                                                          | サメ |
| D-314                                                                                              | クラーケン                                                        | Seawing                                                           | エイ |
| D-315                                                                                              | ロブクロウ                                                        | Nautilator                                                        | エビ |
| D-316                                                                                              | ガルフ                                                            | Skalor                                                            | シーラカンス |
| D-317                                                                                              | テンタキル                                                        | Tentakill                                                         | イカ |
| D-318                                                                                              | キングポセイドン                                                  | Piranacon                                                         | カメ（タートラー） サメ（オーバーバイト） エイ（クラーケン） エビ（ロブクロウ） シーラカンス（ガルフ） イカ（テンタキル）                                                                          |
| D-319                                                                                              | ガズル                                                            | Cindersaur                                                        | 恐竜モンスター |
| D-320                                                                                              | シズル                                                            | Flamefeather                                                      | 鳥モンスター |
| D-321                                                                                              | ジャビル                                                          | Sparkstalker                                                      | 昆虫モンスター |
| トランスフォーマー ビクトリー（1989年）（タイムピリオド：2025年）                                  |                                                                   |                                                                   | |
| D-302                                                                                              | ブルホーン                                                        | Horri-Bull                                                        | バッファローモンスター |
| D-303                                                                                              | キャンサー                                                        | Squeezeplay                                                       | カニモンスター |
| D-304                                                                                              | ハイドラー                                                        | Darkwing                                                          | トーネード戦闘機 |
| D-305                                                                                              | バスター                                                          | Dreadwind                                                         | F-16戦闘機 |
| D-306                                                                                              | ダークウィングス                                                  | Dreadwing                                                         | トーネード戦闘機（ハイドラー） F-16戦闘機（バスター） |
| D-307                                                                                              | オーバーロードテラマグマトロン                                    | Overlord Tera Magmatron                                           | テラスーパージェット マグマベース メガジェット ギガタンク |
| D-309                                                                                              | ブラックシャドー                                                  | Sky Shadow                                                        | ジェット機 |
| D-310                                                                                              | ブルーバッカス                                                    | Blue Bacchus                                                      | ヘリコプター |
| D-322                                                                                              | ゴウリュウ                                                        | Icepick                                                           | ティラノサウルス |
| D-323                                                                                              | ガイリュウ                                                        | Bristleback                                                       | アンキロサウルス |
| D-324                                                                                              | カクリュウ                                                        | Slog                                                              | トリケラトプス |
| D-325                                                                                              | ドリュウ                                                          | Scowl                                                             | ステゴサウルス |
| D-326                                                                                              | ヨクリュウ                                                        | Wildfly                                                           | プテラノドン |
| D-327                                                                                              | ライリュウ                                                        | Birdbrain                                                         | ブロントサウルス |
| D-328                                                                                              | ダイノキング                                                      | Monstructor                                                       | ティラノサウルス（ゴウリュウ） アンキロサウルス（ガイリュウ） トリケラトプス（カクリュウ） ステゴサウルス（ドリュウ） プテラノドン（ヨクリュウ） ブロントサウルス（ライリュウ）                    |
| D-329                                                                                              | レオザック                                                        | Leozack                                                           | F-14戦闘機 |
| D-330                                                                                              | ガイホーク                                                        | Guyhawk                                                           | MIG-29航空機 |
| D-331                                                                                              | ヘルバット                                                        | Hellbat                                                           | ラファール航空機 |
| D-332                                                                                              | ジャルガー                                                        | Jallguar                                                          | ミサイルバギー |
| D-333                                                                                              | キルバイソン                                                      | Killbison                                                         | ゲパルト自走対空砲 |
| D-334                                                                                              | ドリルホーン                                                      | Drillhorn                                                         | ドリル戦車 |
| D-335                                                                                              | ライオカイザー                                                    | Liokaiser                                                         | F-14戦闘機（レオザック） MIG-29航空機（ガイホーク） ラファール航空機（ヘルバット） ミサイルバギー（ジャルガー） ゲパルト自走対空砲（キルバイソン） ドリル戦車（ドリルホーン）                      |
| D-336                                                                                              | デスザラス                                                        | Deathsaurus                                                       | ドラゴン |
| トランスフォーマーZ（1990年）（タイムピリオド：203X年）                                            |                                                                   |                                                                   | |
| 37                                                                                                 | デバスター                                                        | Devastator                                                        | ダンプトラック（ロングハウル） ホイールローダー（スクラッパー） クレーン車（グレン） ミキサー車（ミックスマスター） 油圧ショベル（スカベンジャー） ブルドーザー（ボーンクラッシャー）              |
| D-55                                                                                               | メナゾール                                                        | Menasor                                                           | ケンワース、移動攻撃基地（モーターマスター） ランボルギーニ・カウンタック（ブレークダウン） ティレル・P34（ドラッグストライプ） フェラーリ・308（ワイルドライダー） ポルシェ 928（デッドエンド）   |
| D-63                                                                                               | ダイナザウラー                                                    | Trypticon                                                         | ネメシスⅡ ディノベース |
| D-69                                                                                               | ブルーティカス                                                    | Bruticus                                                          | 大砲車、移動攻撃基地（オンスロート） スペースシャトル（ブレストオフ） H-2航空機（ボルター） レオパルト1（ブロウル） FMC XR311（スィンドル）                                                        |
| D-78                                                                                               | プレダキング                                                      | Predaking                                                         | ライオン（レーザークロー） ジャガー（ラムページ） ワシ（ダイムボム） バッファロー（タントラム） サイ（ヘッドストロング）                                                                           |
| D-84                                                                                               | オボミナス                                                        | Abominus                                                          | 双頭竜、電子パルスキャノン砲（ハングルー） 鮫型モンスター（リッパースナッパー） 双頭竜（シナーツイン） 怪鳥（カットスロート） ミュータント（ブット）                                               |
| D-307                                                                                              | オーバーロードテラマグマトロン                                    | Overlord Tera Magmatron                                           | テラスーパージェット マグマベース メガジェット ギガタンク |
| D-311                                                                                              | ブラックザラック                                                  | Black Scorponok                                                   | 移動基地 巨大サソリ |
| D-318                                                                                              | キングポセイドン                                                  | Piranacon                                                         | カメ（タートラー） サメ（オーバーバイト） エイ（クラーケン） エビ（ロブクロウ） シーラカンス（ガルフ） イカ（テンタキル）                                                                          |
| D-340                                                                                              | メトロタイタン                                                    | Metrotitan                                                        | 移動基地 |
| D-341                                                                                              | レースカーパトロールチーム                                        | RaceTrack Patrol                                                  | F-1マシン（バリケード） バギーカー（ローラーフォース） スポーツカー（グランドホッグ） スポーツカー（モータースター）                                                                               |
| トランスフォーマー 合体大作戦（1992年）（タイムピリオド：203X年）                                  |                                                                   |                                                                   | |
| TF-06                                                                                              | ダークジェット                                                    | Skydive                                                           | YF-23戦闘機 |
| TF-07                                                                                              | シャドージェット                                                  | Falcon                                                            | F-15戦闘機 |
| TF-08                                                                                              | ムーンジェット                                                    | Talon                                                             | F-117航空機 |
| TF-09                                                                                              | フレアージェット                                                  | Snare                                                             | X-29戦闘機 |
| TF-10                                                                                              | バトルガイアー                                                    | Ruination                                                         | 大砲車、移動攻撃基地（グレートカノン） スペースシャトル（シャトルガンナー） H-2航空機（ターゲットホーク） レオパルト1（サンドストーム） FMC XR311（リーランド）                                    |
| トランスフォーマー G-2（1995年）（タイムピリオド：199X年）                                         |                                                                   |                                                                   | |
| TRF-02                                                                                             | メガトロン                                                        | Hero Megatron                                                     | M1エイブラムス |
| TRF-05                                                                                             | ホットロウ                                                        | Jolt                                                              | デュース・クーペ |
| TRF-06                                                                                             | ファイアボット                                                    | Sizzle                                                            | パネルワゴン |
| TRF-07                                                                                             | スカイジャック                                                    | Skyjack                                                           | F-117航空機 |
| TRF-08                                                                                             | スペースケース                                                    | Space-Case                                                        | SU-47戦闘機 |
| TRF-09                                                                                             | フーリガン                                                        | Hooligan                                                          | F-22戦闘機 |
| TRF-10                                                                                             | スモークスクリーン&ドレッドウイング                               | Smokescreen & Dreadwing                                           | ジェット戦闘機（スモークスクリーン） B-2 スピリット（ドレッドウイング） |
| TRF-12                                                                                             | ロードビッグ                                                      | Road-Pig                                                          | エレクトラグライド |
| トランスフォーマー ビーストウォーズ（1997年 - 1998年）（タイムピリオド：400万年前）                |                                                                   |                                                                   | |
| D-1                                                                                                | メガトロン                                                        | Megatron                                                          | ティラノサウルス |
| D-2                                                                                                | スコルポス                                                        | Scorponok                                                         | サソリ |
| D-3                                                                                                | ワスピーター                                                      | Waspinator                                                        | ハチ |
| D-4                                                                                                | タランス                                                          | Tarantulas                                                        | タランチュラ |
| D-5                                                                                                | テラザウラー                                                      | Terrorsaur                                                        | プテラノドン |
| D-6                                                                                                | メガリゲーター                                                    | Alligator Megatron                                                | ワニ |
| D-7                                                                                                | シャドーパンサー                                                  | Tripredicus Agent                                                 | クロヒョウ |
| D-8                                                                                                | ブラックウィドー                                                  | Blackarachnia                                                     | セアカゴケグモ |
| D-9                                                                                                | バズソー                                                          | Buzzsaw                                                           | スズメバチ |
| D-10                                                                                               | クワガイガー                                                      | Insecticon                                                        | クワガタムシ |
| D-11                                                                                               | インフェルノ                                                      | Inferno                                                           | アリ |
| VS-X1B                                                                                             | スナッパー                                                        | Snapper                                                           | カメ |
| トランスフォーマー ビーストウォーズII（1998年 - 1999年）（タイムピリオド：数万年後）               |                                                                   |                                                                   | |
| D-12                                                                                               | メガストーム                                                      | Megastorm                                                         | M1エイブラムス |
| D-13                                                                                               | スタースクリーム&BB                                               | Starscream and BB                                                 | ジェット戦闘機（スタースクリーム） B-2 スピリット（BB） |
| D-14                                                                                               | ダージ                                                            | Dirge                                                             | ラファール戦闘機 |
| D-15                                                                                               | スラスト                                                          | Thrust                                                            | F-22戦闘機 |
| D-16                                                                                               | ガルバトロン                                                      | Galvatron                                                         | ドリル戦車 ドラゴン |
| D-17                                                                                               | オートスティンガー                                                | Autostinger                                                       | ダンプカー |
| D-18                                                                                               | オートクラッシャー                                                | Autocrusher                                                       | ホイールローダー |
| D-19                                                                                               | オートジェッター                                                  | Autojetter                                                        | F/A-18 ホーネット |
| D-20                                                                                               | オートランチャー                                                  | Autolauncher                                                      | 装甲車 |
| D-21                                                                                               | ゴッドネプチューン                                                | God Neptune                                                       | カメ（ハーフシェル） エイ（テラマンダー） サメ（シーファントム） シーラカンス（シーラゴン） イカ（スキュウレ）                                                                                     |
| D-22                                                                                               | ギガストーム                                                      | Gigastorm                                                         | ネメシスⅡ ディノベース |
| D-23                                                                                               | ヘルスクリーム                                                    | Hellscream                                                        | サイボーグノコギリザメ型戦闘機 |
| D-24                                                                                               | マックスビー                                                      | Max-B                                                             | サイボーグイヌ型爆撃機 |
| D-25                                                                                               | ダージガン                                                        | Dirgegun                                                          | サイボーグハチ型偵察機 |
| D-26                                                                                               | スラストール                                                      | Thrustor                                                          | サイボーグヴェロキラプトル型哨戒機 |
| トランスフォーマー ビーストウォーズネオ（1999年）（タイムピリオド：数万年後）                      |                                                                   |                                                                   | |
| D-29                                                                                               | ガイルダート                                                      | Triceradon                                                        | トリケラトプス |
| D-30                                                                                               | セイバーバック                                                    | Striker                                                           | ステゴサウルス |
| D-31                                                                                               | スリング                                                          | Sling                                                             | ディメトロドン |
| D-32                                                                                               | デッドエンド                                                      | Dead-End                                                          | アンモナイト |
| D-33                                                                                               | ハイドラー                                                        | Terranotron                                                       | プテラノドン |
| D-34                                                                                               | クレイジーボルト                                                  | Iguanus                                                           | エリマキトカゲ |
| D-35                                                                                               | オーバーロードテラマグマトロン                                    | Overlord Tera Magmatron                                           | マグマサウルス ランドサウルス シーサウルス スカイサウルス |
| D-36                                                                                               | アルカディス                                                      | Airraptor                                                         | 始祖鳥 |
| D-37                                                                                               | ハードヘッド                                                      | Dinotron                                                          | パキケファロサウルス |
| D-38                                                                                               | バズーカ                                                          | Bazooka                                                           | アンキロサウルス |
| D-39                                                                                               | キラーパンチ                                                      | Killer-Punch                                                      | スティラコサウルス |
| X-6                                                                                                | ラートラータ                                                      | Injector                                                          | ミノカサゴ&スズメバチ |
| X-7                                                                                                | エルファオルファ                                                  | Torca                                                             | ゾウ&シャチ |
| X-8                                                                                                | ドランクロン                                                      | Sky-Shadow                                                        | イグアナ&トンボ |
| トランスフォーマー ビーストウォーズメタルス（1999年 - 2000年）（タイムピリオド：400万年前）        |                                                                   |                                                                   | |
| D-40                                                                                               | メタルスメガトロン                                                | Transmetal Megatron                                               | ティラノサウルス |
| D-41                                                                                               | ランページ                                                        | Rampage                                                           | カニ |
| D-42                                                                                               | メタルスワスピーター                                              | Transmetal Waspinator                                             | ハチ |
| D-43                                                                                               | メタルステラザウラー                                              | Transmetal Terrorsaur                                             | プテラノドン |
| D-44                                                                                               | メタルスタランス                                                  | Transmetal Tarantulas                                             | タランチュラ |
| D-45                                                                                               | クイックストライク                                                | Quickstrike                                                       | サソリ&コブラ |
| D-46                                                                                               | メタルスインフェルノ                                              | Scavenger                                                         | アリ |
| D-47                                                                                               | ドラゴンメガトロン                                                | Transmetal 2 Megatron                                             | ドラゴン |
| D-48                                                                                               | メタルスダイノボット                                              | Transmetal 2 Dinobot                                              | ヴェロキラプトル |
| X-9                                                                                                | メタルスジャガー                                                  | Ravage                                                            | ジャガー |
| トランスフォーマー カーロボット（2000年）（タイムピリオド：今年）                                  |                                                                   |                                                                   | |
| D-000                                                                                              | メタルビースト3兄弟 DX3体セット                                   | 3 Predacon Brothers DX 3-Set                                      | スカンク（ガスカンク） ムササビ（ギルドー） カエル（グッシャー） |
| D-001                                                                                              | ギガトロン                                                        | Megatron                                                          | ギガバット ギガドラゴン ギガジェット ギガフォーミュラ ギガハンド ギガエレファント ギガノドン ギガクルーザー ギガサウラー ギガオーストリッチ                                                        |
| D-002                                                                                              | ガスカンク                                                        | Gas-Skunk                                                         | スカンク |
| D-003                                                                                              | ギルドー                                                          | Dark-Scream                                                       | ムササビ |
| D-004                                                                                              | グッシャー                                                        | Slapper                                                           | カエル |
| D-005                                                                                              | ゲルシャーク                                                      | Sky-Byte                                                          | ホホジロザメ |
| D-006                                                                                              | グリジバー                                                        | Rollbar                                                           | FMC XR311 |
| D-007                                                                                              | ダンガー                                                          | Armorhide                                                         | レオパルト1 |
| D-008                                                                                              | シャトラー                                                        | Movor                                                             | スペースシャトル |
| D-009                                                                                              | ヘプター                                                          | Ro-Tor                                                            | H-2航空機 |
| D-010                                                                                              | ドルレイラー                                                      | Mega-Octane                                                       | 大砲車、移動攻撃基地 |
| D-011                                                                                              | バルディガス                                                      | Ruination                                                         | FMC XR311（グリジバー） レオパルト1（ダンガー） スペースシャトル（シャトラー） H-2航空機（ヘプター） 大砲車、移動攻撃基地（ドルレイラー）                                                          |
| D-012                                                                                              | ブラックコンボイ                                                  | Scourge                                                           | 大砲タンカー |
| D-013                                                                                              | デビルギガトロン                                                  | Galvatron                                                         | デビルバット デビルドラゴン デビルジェット デビルフォーミュラ デビルハンド デビルエレファント デビルノドン デビルクルーザー デビルサウラー デビルオーストリッチ                                    |
| D-16                                                                                               | ギガトロンZ                                                       | Megatron Z                                                        | ドリル戦車 ドラゴン |
| トランスフォーマー マイクロン伝説（2003年）（タイムピリオド：2010年）                              |                                                                   |                                                                   | |
| MD-01                                                                                              | メガトロン&バレル                                                 | Megatron & Leader-1                                               | 90式戦車（メガトロン） 自走砲（戦車）、銃（バレル） |
| MD-02                                                                                              | スタースクリーム&グリッド                                         | Starscream & Swindle                                              | ジェット戦闘機（スタースクリーム） フォーミュラ1（F1（エフワン）カー）（グリッド） |
| MD-03                                                                                              | アイアンハイド&サーチ                                             | Demolishor & Blackout                                             | ミサイルタンク（対空戦車）（アイアンハイド） 誘導レーダー車（ミニタンク）（サーチ） |
| MD-04                                                                                              | サンドストーム&キャノン                                           | Cyclonus & Crumplezone                                            | 攻撃ヘリコプター（サンドストーム） 戦車（キャノン） |
| MD-05                                                                                              | スラスト&サンダー                                                 | Thrust & Inferno                                                  | F-35戦闘機（スラスト） 耕耘機（輸送起立発射機）（サンダー） |
| MD-06                                                                                              | ショックウェーブ&ソニック                                         | Tidal-Wave & Ramjet                                               | 巨大航空母艦（ショックウェーブ） 戦闘機（ラファール戦闘機）（ソニック） |
| MD-07                                                                                              | ランページ&ホーク                                                 | Wheeljack & Wind-Sheer                                            | スポーツカー（ランページ） ステルス機（F-117航空機）（ホーク） |
| MD-08                                                                                              | メガトロン スーパーモード&スパークバレル                          | Galvatron & Clench                                                | 90式戦車（メガトロン） 自走砲（戦車）、銃（バレル） |
| MD-09                                                                                              | スタースクリーム スーパーモード&スパークグリッド                  | Thundercracker & Zapmaster                                        | ジェット戦闘機（スタースクリーム） フォーミュラ1（F1（エフワン）カー）（グリッド） |
| MD-10                                                                                              | アイアンハイド スーパーモード&スパークサーチ                      | Powerlinx Demolishor & Powerlinx Blackout                         | ミサイルタンク（対空戦車）（アイアンハイド） 誘導レーダー車（ミニタンク）（サーチ） |
| MX-00                                                                                              | ユニクロン&バグ                                                   | Unicron & Dead-End                                                | 巨大惑星（ユニクロン） 衛星（バグ） |
| MX-01                                                                                              | ダブルフェイス&ミラー                                             | Sideways & Mirror                                                 | オートバイ（ダブルフェイス） ※ミラーがトランスフォーム出来ない。 |
| MM-11                                                                                              | エアミリタリーマイクロン                                          | Air Military Mini-Con Team                                        | 超音速偵察機（ステルス戦闘機）、クロー（リーコン） ステルス戦闘機（ステルス爆撃機）、手裏剣（フレイム） 輸送機（爆撃機）、ガトリング砲（グライド）                                                 |
| MM-15                                                                                              | シーマイクロン                                                    | Sea Mini-Con Team                                                 | モーターボート（高速艇）（ノット） ソーラーボート（セイル） ホバークラフト（フロート） |
| MM-17                                                                                              | エアアサルトマイクロン（ダークセイバー）                          | Aerial Extermination Mini-Con Team（The Vorpal Saber）            | ソニック・クルーザー（ジャック） コンコルド（マッド） スペースシャトル（シェード） |
| LINK-02                                                                                            | トップギア                                                        | Top-Gear                                                          | インディーカー |
| LINK-03                                                                                            | ミッドシップ                                                      | Midship                                                           | ラリーカー |
| LINK-04                                                                                            | テイルスライド                                                    | Tailslide                                                         | プロトタイプカー |
| LINK-08                                                                                            | フリーブート                                                      | Freeboot                                                          | ホバークラフト |
| LINK-09                                                                                            | ビルジ                                                            | Bilge                                                             | 高速艇 |
| LINK-10                                                                                            | サンバーン                                                        | Sunburn                                                           | ソーラーボート |
| トランスフォーマー バイナルテック（2003年 - 2008年）（タイムピリオド：今年）                       |                                                                   |                                                                   | |
| BT-05                                                                                              | デッドエンド                                                      | Dead-End                                                          | ダッジ・バイパー |
| BT-09                                                                                              | スィンドル                                                        | Swindle                                                           | ジープ・ラングラー |
| BT-11                                                                                              | ジャガー                                                          | Ravage                                                            | シボレー・コルベット |
| BT-13                                                                                              | レーザーウェーブ                                                  | Shockwave                                                         | マツダ・RX-8 |
| BT-17                                                                                              | ブラックコンボイ                                                  | Nemesis Prime                                                     | ダッジ・ラム |
| トランスフォーマー スーパーリンク（2004年）（タイムピリオド：2020年）                              |                                                                   |                                                                   | |
| SD-01                                                                                              | ナイトスクリーム                                                  | Starscream                                                        | ジェットファイター（F-22戦闘機） |
| SD-02                                                                                              | アイアンハイド&サーチ                                             | Demolishor & Blackout                                             | 対空戦車（アイアンハイド） 誘導レーダー車（ミニタンク）（サーチ） |
| SD-03                                                                                              | サンドストーム&キャノン                                           | Cyclonus & Crumplezone                                            | 攻撃ヘリコプター（サンドストーム） 戦車（キャノン） |
| SD-04                                                                                              | ショックウェーブ&ソニック                                         | Tidal-Wave & Ramjet                                               | 巨大航空母艦（ショックウェーブ） 戦闘機（ラファール戦闘機）（ソニック） |
| SD-05                                                                                              | メガザラック                                                      | Scorponok                                                         | ジェット戦闘機 サソリ |
| SD-06                                                                                              | コマンドジャガー                                                  | Battle Ravage                                                     | ジャガー |
| SD-07                                                                                              | ガルバトロン                                                      | Megatron                                                          | 戦闘爆撃機（ガンシップ） |
| SD-08                                                                                              | シャドウホーク                                                    | Divebomb                                                          | タカ |
| SD-09                                                                                              | コマンドジャガー デザートタイプ                                   | Command Ravage                                                    | ジャガー |
| SD-10                                                                                              | スノーストーム                                                    | Snow-Cat                                                          | 冬期型軍事半装軌車（雪上車） |
| SD-11                                                                                              | アイアントレッド                                                  | Energon Demolishor                                                | ダンプカー型ロケット弾発射機（ダンプカー） |
| SD-12                                                                                              | ダイノボット                                                      | Cruellock                                                         | ヴェロキラプトル |
| SD-13                                                                                              | シャドウホーク コスモタイプ                                       | Blackout                                                          | タカ |
| SD-14                                                                                              | レーザーウェーブ                                                  | Shockblast                                                        | 軍事衛星 戦車 |
| SD-15                                                                                              | ショックフリート                                                  | Mirage                                                            | ミサイル駆逐艦（戦艦） |
| SD-16                                                                                              | クロムホーン                                                      | Insecticon                                                        | カブトムシ |
| SD-17                                                                                              | ダイノボット マグマタイプ                                         | Doom-Lock                                                         | ヴェロキラプトル |
| SD-18                                                                                              | クロムホーン フォレストタイプ                                     | Forest Insecticon                                                 | カブトムシ |
| SD-19                                                                                              | ナイトスクリームR（リバース）                                     | Energon Starscream                                                | ジェットファイター（F-22戦闘機） |
| SD-20                                                                                              | ガルバトロンG（ジェネラル）                                       | Galvatron                                                         | 戦闘爆撃機（ガンシップ） |
| SD-21                                                                                              | ブルーティカス                                                    | Bruticus Maximus                                                  | ミサイル車（オンスロート） AH-1 コブラ（ボルター） 87式自走高射機関砲（スィンドル） AH-64 アパッチ（ブレストオフ） 対空自走砲（ブロウル）                                                          |
| EX-01                                                                                              | ビルドロン                                                        | Constructicon Maximus                                             | パワーショベル（スカベンジャー） ブルドーザー（スクラッパー） ショベルカー（ロングハウル） ショベルカー（グレン） ブルドーザー（ボーンクラッシャー）                                               |
| SL-USA-01                                                                                          | アルファQ                                                         | Alpha Quintesson                                                  | トランスフォーム出来ない。 |
| SL-USA-04                                                                                          | シックスショット                                                  | Sixshot                                                           | 軍事衛星 戦車 |
| MX-00                                                                                              | ユニクロン&バグ                                                   | Unicron & Dead-End                                                | 巨大惑星（ユニクロン） 衛星（バグ） |
| トランスフォーマー ロボットマスターズ（2004年 - 2005年）（タイムピリオド：今年）                   |                                                                   |                                                                   | |
| RM-02                                                                                              | ビーストメガトロン                                                | Dino Megatron                                                     | ティラノザウルス |
| RM-04                                                                                              | レッカーフック                                                    | Tow-Line                                                          | レッカー車 |
| RM-06                                                                                              | エアハンター                                                      | Wind-Sheer                                                        | F-22戦闘機 |
| RM-08                                                                                              | ウィングスタン                                                    | Skyfire                                                           | ラファール戦闘機 |
| RM-09                                                                                              | サイコオーブ                                                      | Psycho-Orb                                                        | アルマジロ |
| RM-12                                                                                              | スタースクリーム                                                  | Starscream                                                        | F-15戦闘機 |
| RM-13                                                                                              | スモークスナイパー                                                | Dreadwind Ex-Saber                                                | ジェット戦闘機 |
| RM-14                                                                                              | ギガントボム                                                      | Smokejumper Ex-Bomber                                             | B-2 スピリット |
| RM-19                                                                                              | ダブルフェイス                                                    | Sideways                                                          | エレクトラグライド |
| RM-20                                                                                              | イクスガンナー                                                    | X-Gunner                                                          | SU-47戦闘機 |
| RM-24                                                                                              | リバースメガトロン                                                | Rebirth Megatron                                                  | M1エイブラムス |
| トランスフォーマー ビーストウォーズリターンズ（2004年 - 2005年）（タイムピリオド：さらに後の未来） |                                                                   |                                                                   | |
| BR-05                                                                                              | メガトロン                                                        | Megatron                                                          | ドラゴン |
| BR-06                                                                                              | タンカー                                                          | Tankor                                                            | SF系戦車 |
| BR-07                                                                                              | ジェットストーム                                                  | Jetstorm                                                          | SF系ジェット機 |
| BR-08                                                                                              | スラスト                                                          | Thrust                                                            | SF系オートバイ |
| BR-12                                                                                              | メガヘッド                                                        | Grand Mal                                                         | 巨大頭 |
| BR-13                                                                                              | ストライカ                                                        | Strika                                                            | SF系装甲車 |
| BR-14                                                                                              | オブシディアン                                                    | Obsidian                                                          | SF系ティルトローター |
| トランスフォーマー ギャラクシーフォース（2005年）（タイムピリオド：202X年）                        |                                                                   |                                                                   | |
| GD-01                                                                                              | マスターメガトロン                                                | Megatron                                                          | 戦闘機（フライトモード） メガビークル（レーシングカー） |
| GD-02                                                                                              | サンダークラッカー                                                | Thundercracker                                                    | 戦闘機（SU-35戦闘機） |
| GD-03                                                                                              | スタースクリーム                                                  | Starscream                                                        | ジェット機 |
| GD-04                                                                                              | ランドバレット                                                    | Crumplezone                                                       | スピードバギー（三輪型バギー） |
| GD-05                                                                                              | ガスケット                                                        | Ransack                                                           | オートバイ（バイク） |
| GD-06                                                                                              | インチアップ                                                      | Dirt-Boss                                                         | モンスタートラック |
| GD-07                                                                                              | フレイムコンボイ                                                  | Scourge                                                           | ドラゴン（竜） |
| GD-08                                                                                              | ダイノシャウト                                                    | Undermine                                                         | スピノサウルス |
| GD-09                                                                                              | デモリッシャー                                                    | Mudflap                                                           | クレーン車 |
| GD-10                                                                                              | テラシェーバー                                                    | Brimstone                                                         | プテラノドン |
| GD-11                                                                                              | クロミア                                                          | Thunderblast                                                      | 工作船（モーターボート風） |
| GD-12                                                                                              | ロードストーム                                                    | Lugnutz                                                           | アメリカンバイク（ハーレーダビッドソン・スポーツスター） |
| GD-13                                                                                              | ランブル                                                          | Scrapmetal                                                        | クモ（蜘蛛）型戦車 |
| GD-14                                                                                              | マスターガルバトロン                                              | Galvatron                                                         | 戦闘機（フライトモード） メガビークル（レーシングカー） |
| GS-01                                                                                              | バズソー                                                          | Buzzsaw                                                           | ヘリコプター |
| GS-02                                                                                              | ラナバウト                                                        | Runamuck                                                          | スポーツセダン日産・スカイライン |
| GX-01                                                                                              | ノイズメイズ                                                      | Sideways                                                          | スペースファイター |
| GX-02                                                                                              | サウンドウェーブ&キラーコンドル                                   | Soundwave & Laserbeak                                             | ステルス機（F-117航空機）（サウンドウェーブ） コンドル（キラーコンドル） |
| GX-03                                                                                              | サウンドブラスター&ヘルバズソー                                   | Soundblaster & Hellbuzzsaw                                        | ステルス機（F-117航空機）（サウンドブラスター） コンドル（ヘルバズソー） |
| EX-01                                                                                              | ダークライガージャック                                            | Nemesis Breaker                                                   | ダークライオン |
| GF-USA-01                                                                                          | スーパースタースクリーム                                          | Supreme Starscream                                                | ジェット機 |
| GF-USA-02                                                                                          | ハードトップ                                                      | Hardtop                                                           | デューンバギー |
| GF-USA-05                                                                                          | モールダイブ&ブルブル                                             | Menasor & Heavy-Load                                              | 巨大ドリル車（ドリル戦車）（モールダイブ） ブルドーザー（ショベルダンプ）（ブルブル） |
| GF-USA-07                                                                                          | アームバレット                                                    | Dark Crumplezone                                                  | 三輪型装甲バギー |
| GF-USA-08                                                                                          | ユニクロン                                                        | Unicron                                                           | SFタンク |
| MB-01                                                                                              | バグジェネラル                                                    | Dead-End General                                                  | 衛星 |
| MB-02                                                                                              | バグドローン                                                      | Dead-End Drone                                                    | 衛星 |
| MB-03                                                                                              | ゲージ                                                            | Skidmark                                                          | オートバイ |
| MB-05                                                                                              | トリガー                                                          | Heavy-Barrel                                                      | 戦車 |
| トランスフォーマー 恒久の対決（2007年）（タイムピリオド：今年）                                    |                                                                   |                                                                   | |
| MB-05                                                                                              | ナッシュティース                                                  | Gnashteeth                                                        | ティラノサウルス |
| MB-06                                                                                              | レプティクス                                                      | Reptix                                                            | プテラノドン |
| MB-07                                                                                              | アイアンランジ                                                    | Ironlunge                                                         | トリケラトプス |
| MB-08                                                                                              | リフューザー                                                      | Refuser                                                           | ダンプカー |
| MB-09                                                                                              | ロックブレード                                                    | Rockblade                                                         | ホイールローダー |
| MB-11                                                                                              | クロムバイト                                                      | Chromebite                                                        | ティラノサウルス |
| 変形!ヘンケイ!トランスフォーマー（2008年 - 2009年）（タイムピリオド：今年）                        |                                                                   |                                                                   | |
| D-01                                                                                               | メガトロン                                                        | Megatron                                                          | 遊戯銃 |
| D-02                                                                                               | スタースクリーム                                                  | Starscream                                                        | F-15戦闘機 |
| D-03                                                                                               | アストロトレイン                                                  | Astrotrain                                                        | スペースシャトル 新幹線800系電車 |
| D-04                                                                                               | ラムジェット                                                      | Ramjet                                                            | エンテ型飛行機 |
| D-05                                                                                               | オクトーン                                                        | Tankor                                                            | ジャンボジェット タンクローリー |
| D-06                                                                                               | ガルバトロン                                                      | Galvatron                                                         | メルカバ戦車 |
| C-06B                                                                                              | ダークスカイファイアー                                            | Nemesis Jetfire                                                   | 戦闘機 |
| D-07                                                                                               | サイクロナス                                                      | Cyclonus                                                          | 戦闘機 |
| USA-03                                                                                             | オンスロート                                                      | Onslaught                                                         | 大砲車 |
| トランスフォーマー オルタニティ（2009年 - 2012年）（タイムピリオド：今年）                         |                                                                   |                                                                   | |
| A-02                                                                                               | メガトロン                                                        | Megatron                                                          | 日産・フェアレディZ |
| A-02G                                                                                              | ガルバトロン                                                      | Galvatron                                                         | 日産・フェアレディZ |
| A-04                                                                                               | スタースクリーム                                                  | Starscream                                                        | 光岡・オロチ |
| A-04                                                                                               | スカイワープ                                                      | Skywarp                                                           | 光岡・オロチ |
| A-04                                                                                               | サンダークラッカー                                                | Thundercracker                                                    | 光岡・オロチ |
| A-04B                                                                                              | バンザイトロン                                                    | Banzai-Tron                                                       | 光岡・オロチ |
| トランスフォーマー ユナイテッド（2010年 - 2012年）（タイムピリオド：今年）                         |                                                                   |                                                                   | |
| UN-04                                                                                              | メガトロン                                                        | Cybertronian Megatron                                             | SFタンク |
| UN-05                                                                                              | サウンドウェーブ                                                  | Cybertronian Soundwave                                            | SF装甲車 |
| UN-09                                                                                              | メガトロン アースモード                                           | Megatron                                                          | 遊戯銃 |
| UN-10                                                                                              | ストラクサス                                                      | Straxus                                                           | G6 155mm自走榴弾砲 |
| UN-14                                                                                              | ラグナッツ                                                        | Lugnut                                                            | B-17航空機 |
| UN-20                                                                                              | ランブル&フレンジー                                               | Rumble & Frenzy                                                   | ゲパルト自走対空砲（ランブル） ゲパルト自走対空砲（フレンジー） |
| UN-21                                                                                              | スカージ                                                          | Scourge                                                           | X-48航空機 |
| UN-25                                                                                              | G2メガトロン                                                      | Tank Megatron                                                     | M1エイブラムス |
| UN-26                                                                                              | サンダーウィング                                                  | Thunderwing                                                       | ジェット機 |
| UN-27                                                                                              | ワイプアウト                                                      | Wipe-Out                                                          | シボレー・カマロ |
| UN-29                                                                                              | ユニクロン                                                        | Unicron                                                           | 宇宙母艦 |
| UN-31                                                                                              | ビーストメガトロン                                                | Dino Megatron                                                     | ティラノザウルス |
| トランスフォーマー ユナイテッドEX（2012年）（タイムピリオド：今年）                                |                                                                   |                                                                   | |
| EX-01                                                                                              | コンバットマスター                                                | Bombshock                                                         | 大砲車 ミサイル車 戦車 装甲兵員輸送車 装甲車 |
| EX-03                                                                                              | ロードマスター                                                    | Mudslinger                                                        | モンスタートラック レッカー車 バギー 装甲トラック 破城槌トラック |
| EX-06                                                                                              | ビルドマスター                                                    | Steamhammer                                                       | ブルドーザー 油圧ショベル ホイールローダー ダンプカー 蒸気ローラー |
| EX-P1                                                                                              | ローラーマスター                                                  | Icepick                                                           | スノープラウトラック |
| EX-P2                                                                                              | ドーザーマスター                                                  | Sledge                                                            | トレンチャー |
| EX-P3                                                                                              | タンクマスター                                                    | Heavytread                                                        | メルカバ戦車 |
| トランスフォーマー ビークール（2013年）（タイムピリオド：今年）                                    |                                                                   |                                                                   | |
| B-06                                                                                               | ブロウル                                                          | Brawl                                                             | 戦車 |
| B-14                                                                                               | サンダークラッカー                                                | Thundercracker                                                    | ジェット機 |
| B-16                                                                                               | レーザーウェーブ                                                  | Shockwave                                                         | バトルタンク |
| B-17                                                                                               | バリケード                                                        | Barricade                                                         | パトカー |
| B-18                                                                                               | メガトロン                                                        | Megatron                                                          | タンクローリー |
| BS-03                                                                                              | サンストーム                                                      | Sunstorm                                                          | ジェット機 |
| BS-04                                                                                              | タンク メガトロン                                                 | Tank Megatron                                                     | ハイパータンク |
| トランスフォーマーGT（2013年）（タイムピリオド：今年）                                             |                                                                   |                                                                   | |
| GT-03                                                                                              | メガトロン                                                        | Megatron                                                          | 日産・GT-R |
| トランスフォーマー ジェネレーションズ（2013年 - 2014年）（タイムピリオド：今年）                   |                                                                   |                                                                   | |
| TG-03                                                                                              | ブレストオフ                                                      | Blast-Off                                                         | SFスペースシャトル |
| TG-04                                                                                              | ボルター                                                          | Vortex                                                            | SFヘリコプター |
| TG-05                                                                                              | ブロウル                                                          | Brawl                                                             | SFタンク |
| TG-06                                                                                              | スィンドル                                                        | Swindle                                                           | SFジープ |
| TG-07                                                                                              | オンスロート                                                      | Onslaught                                                         | SF大砲車 |
| TG-08                                                                                              | キックバック                                                      | Kickback                                                          | バッタ |
| TG-09                                                                                              | スタースクリーム                                                  | Starscream                                                        | SFジェット |
| TG-13                                                                                              | サウンドウェーブ&コンドル                                         | Soundwave & Laserbeak                                             | SF装甲車（サウンドウェーブ） 鳥（コンドル） |
| TG-14                                                                                              | サウンドブラスター&バズソー                                       | Soundblaster & Buzzsaw                                            | SF装甲車（サウンドブラスター） 鳥（ヘルバズソー） |
| UN-15B                                                                                             | マグニフィカス                                                    | Magnificus                                                        | ランドローバー・ディフェンダー |
| TG-16                                                                                              | デストロン データディスクセット                                   | Decepticon Data-Discs                                             | CD-ROM（ランブル） CD-ROM（フレンジー） コウモリ（ラットバット） クロヒョウ（ジャガー） |
| TG-18                                                                                              | スカイワープ                                                      | Skywarp                                                           | SFジェット |
| TG-20                                                                                              | ラットバット                                                      | Ratbat                                                            | X-48航空機 |
| TG-22                                                                                              | ブリッツウイング                                                  | Blitzwing                                                         | 74式戦車 MIG-25航空機 |
| TG-25                                                                                              | メガトロナス                                                      | Megatronus                                                        | B-2 スピリット |
| TG-28                                                                                              | メガトロン&チョップショップ スタースクリーム&ワスピーター         | Megatron & Chop-Shop Starscream & Waspinator                      | タンク（メガトロン） クワガタムシ（チョップショップ） F-15戦闘機（スタースクリーム） ハチ（ワスピーター）                                                                                          |
| TG-30                                                                                              | ワスピーター                                                      | Waspinator                                                        | ハチ |
| TG-32                                                                                              | センチュリトロン                                                  | Centuritron                                                       | ヘリコプター（頭） ジェット（腕） タンク（脚） |
| TG-33                                                                                              | アルマダスタースクリーム                                          | Armada Starscream                                                 | ジェット戦闘機 |
| トランスフォーマー クラウド（2014年）（タイムピリオド：今年）                                      |                                                                   |                                                                   | |
| TFC-D01                                                                                            | メガトロン                                                        | Megatron                                                          | 90式戦車 |
| TFC-D02                                                                                            | スタースクリーム                                                  | Starscream                                                        | 74式戦車 MIG-25航空機 |
| TFC-D03                                                                                            | レーザーウェーブ                                                  | Shockwave                                                         | AH-1 コブラ |
| TFC-D04                                                                                            | ヘルワープ                                                        | Hellwarp                                                          | ホホジロザメ |
| トランスフォーマー レジェンズ（2014年 - 現在）（タイムピリオド：今年）                             |                                                                   |                                                                   | |
| LG-03                                                                                              | タンカー                                                          | Tankor                                                            | SF戦車 |
| LG-06                                                                                              | ゲルシャーク                                                      | Sky-Byte                                                          | ホホジロザメ |
| LG-13                                                                                              | G1メガトロン                                                      | G1 Megatron                                                       | 戦車 |
| LG-15                                                                                              | ナイトバード                                                      | Nightbird                                                         | スーパーカー |
| LG-16                                                                                              | スリップストリーム                                                | Slipstream                                                        | エンテ型飛行機 |
| LG-17                                                                                              | ブラックウィドー                                                  | Blackarachnia                                                     | セアカゴケグモ |
| LG-18                                                                                              | アルマダスタースクリーム スーパーモード                           | Armada Thundercracker                                             | ジェット戦闘機 |
| LG-22                                                                                              | スカル                                                            | Skullcruncher                                                     | ワニ |
| LG-23                                                                                              | ガルバトロン                                                      | Galvatron                                                         | レーザーガン ジェット機 |
| LG-24                                                                                              | レーザーウェーブ                                                  | Shockwave                                                         | 光線銃 |
| LG-26                                                                                              | スカージ                                                          | G1 Scourge                                                        | ホバークラフトUFO |
| LG-EX                                                                                              | ブラックコンボイ                                                  | Truck Scourge                                                     | 大砲タンカー |
| LG-EX                                                                                              | アルマダメガトロン                                                | Armada Megatron                                                   | 戦車 |
| トランスフォーマー ユナイトウォリアーズ（2015年 - 現在）（タイムピリオド：今年）                   |                                                                   |                                                                   | |
| UW-02                                                                                              | メナゾール                                                        | Menasor                                                           | トレーラートラック、移動攻撃基地（モーターマスター） ランボルギーニ・ディアブロ（ブレークダウン） F1カー（ドラッグストライプ） フェラーリ・458（ワイルドライダー） フェラーリ・458（デッドエンド） |
| UW-04                                                                                              | デバスター                                                        | Devastator                                                        | ダンプトラック（ロングハウル） ホイールローダー（スクラッパー） クレーン車（グレン） ミキサー車（ミックスマスター） 油圧ショベル（スカベンジャー） ブルドーザー（ボーンクラッシャー）              |
| UW-06                                                                                              | グランドガルバトロン                                              | Galvatronus                                                       | 戦闘機（タクシティアンサイクロナス） F-16戦闘機（ゴーストスタースクリーム） F-14戦闘機（カースアルマダスラスト） ピックアップトラック（ゾンビウォーブレークダウン） 装甲車（ワンダリングローラー） |
| UW-07                                                                                              | ブルーティカス                                                    | Bruticus                                                          | 大砲車、移動攻撃基地（オンスロート） スペースシャトル（ブレストオフ） ヘリコプター（ボルター） 戦車（ブロウル） ジープ（スィンドル）                                                               |
| UW-EX                                                                                              | グランドスカージ                                                  | Nemesis Prime                                                     | トレーラートラック |

## デストロン／Predacons

### 沿革（Predacons）
彼らもまたサイバトロン／Maximalsと同様に、有機金属で構成される新種の比較的小型のトランスフォーマーである。有機生命体への完全な擬態化が可能。ただそのスパークは攻撃的指向を持ち、セイバートロン星のどこかにあるピット／The Pitなる機関で生み出されているという違いがある。エンブレムは旧デストロンの鋭角的なものから昆虫の頭部を模したようなものに変わっている。
サイバトロンへの入隊も比較的容易に可能。ダイノボット／Dinobotは（ビースト）コンボイの了承を得た上で、変身コードの書き換えのみで隊を移動している（日本語版では全て「変身！」であるが、海外ではサイバトロンの「Maximize!」（「マクシマイズ！」）、デストロンの「Terrorize!」（書籍などでは「テラライズ」と表記されることが多い）と、変形コードが違う）。他にも誕生前のプロトフォームに細工することでデストロンとして誕生させることも可能（ブラックウィドー／BlackArachinia、インフェルノ／Inferno）。
旧デストロンであってもデストロンへのアップグレードが可能であり、旧作に登場したカセットロン、ジャガー／Ravageは（玩具の世界ではコンドル/Laserbeakも）デストロンとして転生している。
旧デストロンと共に、表向きはセイバートロン星の意思決定機関、最高議会に従って、サイバトロンとも争うことなく平和を維持しているが、後述のトライプレダカス評議会たちによれば、それは反乱と宇宙征服の機会を虎視眈々と狙う準備期間に過ぎないことだった。ただし、ビーストウォーズのストーリー構成および脚本家であるラリー・ディティリオによれば、「新旧サイバトロン・デストロンの四種族はお互いにうまくやっており、共に他の銀河などを探索していた」とのこと。
なお、G1シリーズ中にもプレダコン（Predacons／和名:アニマトロン）というグループが登場しているが、こちらは旧デストロンのサブグループであり、ビーストウォーズシリーズのデストロンとは直接の関係はない。

### 支配体制
幾つかの機関が多大な影響を持ち、そのうちの一つが『メタルス』の劇中登場したトライプレダカス評議会／Tripredacus Council（タランスの発言にあった「三バカ長老」はこれを指す）である。この機関の直属の部下がジャガーである。彼はセイバートロン星の秘密捜査官でありながら、評議会の兵士でもある。
ビーストウォーズに登場した（ビースト）メガトロン／Megatronは彼らの中でも異端児。初代破壊大帝メガトロンの後継者を自称し、現状を急進的に変革すべく旧デストロンとデストロン全体の意向を無視してセイバートロン星に保管されていたゴールデンディスクを奪取。そこに記されたエネルゴン埋蔵量の多い星を見つけ出し、戦力増強を図るとして、同志を募り（奪取した）戦艦で出撃。追ってきたサイバトロン、（ビースト）コンボイたちとある惑星で闘争を繰り広げた。なお、初代メガトロンはこの時代、行方不明になっている。
（ビースト）メガトロン配下のメンバーは自己の欲望のために付いて来た者が多く、隊内でのクーデターは幾度と無く起きている。とは言え（ビースト）メガトロンの奸智により常に鎮圧されている。カリスマ的リーダーの下で無くては組織として機能しない点は旧デストロンと同様である。
『メタルス』で明らかになったのが、タランス／Tarantulasの出自である。彼はサイバトロン、デストロンとも系譜が異なるユニクロン／Unicronの眷属であった。トライプレダカスの3人も同様であり、彼らの最終目的は全トランスフォーマーの壊滅であった。そのため、タランスの裏切り行為は他のメンバーとは一線を画しており、軍団壊滅をも厭わないものであることが多い。

### エイリアンとの関連
（ビースト）メガトロンはエイリアンの影にいち早く気付き、エイリアンの施設を利用するキー、エイリアンディスクを手中に収め、彼らの用意した幾つもの施設を利用。一度は（ビースト）コンボイの謀殺に成功している。高度なエイリアン技術を解析し、トランスメタルドライバ／Transmetal Driverを開発、再生能力を持つメタルス戦士（メタルス2）を製作したりもしている。

### 初代メガトロンの遺言

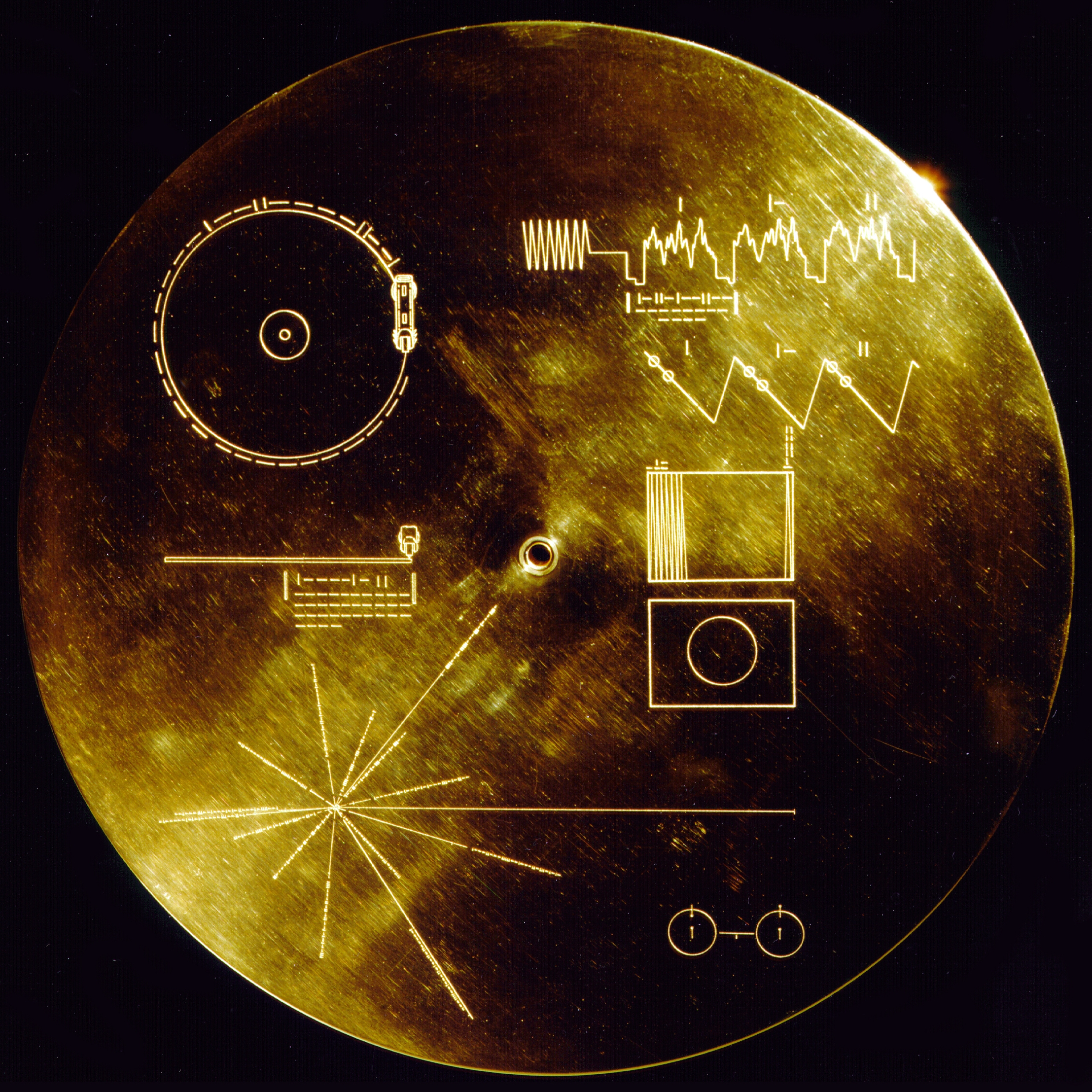
初代メガトロンのメッセージが書き加えられたゴールデンディスク

（ビースト）メガトロンが盗み出したゴールデンディスクとは、地球人が打ち上げた宇宙探査船、ヴォイジャーに乗せられた物と同一。それには初代メガトロンのメッセージが記録されていた。
デストロン敗北の場合に備えた、子孫たちへの策である。時空間移動が可能となった暁には、過去の地球に向かい、再起動前の休眠状態の初代コンボイを殺害し、未来を変容させるというものであり、これが（ビースト）メガトロンの真の目的であった。初代メガトロンに相応しい遠大な謀略であり、このメッセージを聞いたジャガーも協力するようになった。
初代コンボイの殺害には失敗したが、（ビースト）メガトロンは休眠状態の初代メガトロンのスパークを吸収したことにより、ドラゴンメガトロンに変身する。さらに旧デストロンの戦艦ネメシス（名前は本作品で初出）を再起動させるなど、初代の遺産が戦火を拡大させることとなった。
なお、初代コンボイが一時的に損傷した際、デストロンたちは歴史改変の影響を受けていないことから、彼ら「デストロン」という種族の誕生は、両軍の関係が改善した時代と同時期ながら、旧サイバトロンとサイバトロン双方のサイバトロンとの関わりは無い（もしくは極めて薄かった）ようである。

### その後のデストロン（Predacons）
ビーストウォーズII～ネオ時代
かつて惑星ダイナソアを拠点としていたがユニクロンによって惑星は壊滅、その後は（ビースト）ガルバトロン率いる機甲部隊やマグマトロン部隊が各々宇宙制覇をもくろみ活動していた。ユニクロン撃退後にはサイバトロンと和解しセイバートロン星に帰還している。なお、（ビースト）ガルバトロンとマグマトロンはユニクロン復活を予期しており、そのため本来はユニクロンのエネルギーであったアンゴルモアエネルギーを先んじて確保するという行動理念があったとされる。

### デストロン一覧（Predacons）
| IDナンバー                                                               | 階級                                                                 | 名前                                                                 | 原語名前                                                             | 性別                                                                                    | ビーストモード ビークルモード                                        | アニメ声優 | サイズ                                                               | 備考 |
| 初代ビーストウォーズ（1997年 - 1998年）（タイムピリオド：400万年前）     | 初代ビーストウォーズ（1997年 - 1998年）（タイムピリオド：400万年前） | 初代ビーストウォーズ（1997年 - 1998年）（タイムピリオド：400万年前） | 初代ビーストウォーズ（1997年 - 1998年）（タイムピリオド：400万年前） | 初代ビーストウォーズ（1997年 - 1998年）（タイムピリオド：400万年前）                    | 初代ビーストウォーズ（1997年 - 1998年）（タイムピリオド：400万年前） | 初代ビーストウォーズ（1997年 - 1998年）（タイムピリオド：400万年前）                                                                   | 初代ビーストウォーズ（1997年 - 1998年）（タイムピリオド：400万年前） | 初代ビーストウォーズ（1997年 - 1998年）（タイムピリオド：400万年前）                                                                                                |
| ------------------------------------------------------------------------ | -------------------------------------------------------------------- | -------------------------------------------------------------------- | -------------------------------------------------------------------- | --------------------------------------------------------------------------------------- | -------------------------------------------------------------------- | --- | -------------------------------------------------------------------- | --- |
| D-1                                                                      | 破壊大帝                                                             | メガトロン                                                           | Megatron                                                             | ♂                                                                                       | ティラノサウルス                                                     | 千葉繁 | Ultra                                                                | |
| D-2                                                                      | 砂漠戦闘指揮官                                                       | スコルポス                                                           | Scorponok                                                            | ♂                                                                                       | サソリ                                                               | 遠藤雅 | Mega                                                                 | |
| D-3                                                                      | 空中攻撃兵                                                           | ワスピーター                                                         | Waspinator                                                           | ♂                                                                                       | ハチ                                                                 | 加藤賢崇 | Deluxe                                                               | 『無印』本編第21話では、G1シリーズのスタースクリームに体を乗っ取られている                                                                                          |
| D-4                                                                      | 忍者兵                                                               | タランス                                                             | Tarantulas                                                           | ♂                                                                                       | タランチュラ                                                         | 長島雄一 | Deluxe                                                               | 元々はユニクロンの眷属であることが『メタルス』で判明している |
| D-5                                                                      | 空中戦闘兵                                                           | テラザウラー                                                         | Terrorsaur                                                           | ♂                                                                                       | プテラノドン                                                         | 飛田展男 | Basic                                                                | |
| D-6                                                                      | アマゾン戦士                                                         | メガリゲーター                                                       | Gatrotron                                                            | ♂                                                                                       | ワニ                                                                 | | Basic                                                                | アニメ未登場 日本では（ビースト）メガトロンのもう一つの姿、海外ではG1シリーズのメガトロンと同一人物                                                                 |
| D-7                                                                      | 偽装兵                                                               | シャドーパンサー                                                     | Tripredicus Agent                                                    | ♂                                                                                       | クロヒョウ                                                           | | Deluxe                                                               | アニメ未登場 チータスおよびタイガトロン（いずれもサイバトロン）の塗装変更品                                                                                         |
| D-8                                                                      | 諜報工作員                                                           | ブラックウィドー                                                     | Blackarachnia                                                        | ♀                                                                                       | セアカゴケグモ                                                       | 永椎あゆ美 | Deluxe                                                               | 元々はサイバトロンのプロトフォームだったため、『メタルス』本編の途中でサイバトロンに所属 タランスの塗装変更品で、テレもちゃではアニメ本編に近いカラーリングとなった |
| D-9                                                                      | 空中監視兵                                                           | バズソー                                                             | Buzzsaw                                                              | ♂                                                                                       | スズメバチ                                                           | | Deluxe                                                               | アニメ未登場 ワスピーターの塗装変更品 |
| D-10                                                                     | 監視兵                                                               | クワガイガー                                                         | Insecticon                                                           | ♂                                                                                       | クワガタムシ                                                         | | Basic                                                                | アニメ未登場 |
| D-11                                                                     | 地上攻撃指揮官                                                       | インフェルノ                                                         | Inferno                                                              | ♂                                                                                       | アリ                                                                 | 三木眞一郎 | Mega                                                                 | |
| VS-X1B                                                                   | 特殊破壊兵                                                           | スナッパー                                                           | Snapper                                                              | ♂                                                                                       | カメ                                                                 | | Basic                                                                | アニメ未登場 |
| ビーストウォーズII（1998年 - 1999年）（タイムピリオド：数万年後）        |                                                                      |                                                                      |                                                                      |                                                                                         |                                                                      | |                                                                      | |
| D-12                                                                     | 破壊公爵                                                             | メガストーム                                                         | Megastorm                                                            | ♂                                                                                       | M1エイブラムス                                                       | 松山鷹志 | Ultra                                                                | |
| D-13                                                                     | 航空参謀（スタースクリーム） 空爆兵（BB）                            | スタースクリーム&BB                                                  | Starscream and BB                                                    | ♂（スタースクリーム） ♂（BB）                                                           | ジェット戦闘機（スタースクリーム） B-2 スピリット（BB）              | 高橋広樹（スタースクリーム） 渡辺健（BB）                                                                                              | Ultra                                                                | |
| D-14                                                                     | 航空士官                                                             | ダージ                                                               | Dirge                                                                | ♂                                                                                       | ラファール戦闘機                                                     | 竹本英史 | Basic                                                                | |
| D-15                                                                     | 航空士官                                                             | スラスト                                                             | Thrust                                                               | ♂                                                                                       | F-22戦闘機                                                           | 実近順次 | Basic                                                                | |
| D-16                                                                     | 新破壊大帝                                                           | ガルバトロン                                                         | Galvatron                                                            | ♂                                                                                       | ドリル戦車 ドラゴン                                                  | 小村哲生 | Ultra                                                                | 『ビーストウォーズネオ』では、ユニクロンの仮姿として登場 |
| D-17                                                                     | 親衛隊長                                                             | オートスティンガー                                                   | Autostinger                                                          | ♂                                                                                       | ダンプカー                                                           | 宮澤正 | Deluxe                                                               | |
| D-18                                                                     | 陸上親衛隊                                                           | オートクラッシャー                                                   | Autocrusher                                                          | ♂                                                                                       | ホイールローダー                                                     | 上別府仁資 | Deluxe                                                               | |
| D-19                                                                     | 航空親衛隊                                                           | オートジェッター                                                     | Autojetter                                                           | ♂                                                                                       | F/A-18 ホーネット                                                    | 小和田貢平 | Deluxe                                                               | |
| D-20                                                                     | 突撃親衛隊                                                           | オートランチャー                                                     | Autolauncher                                                         | ♂                                                                                       | 装甲車                                                               | 岩崎征実 | Deluxe                                                               | |
| D-21                                                                     | シーコン合体海神                                                     | ゴッドネプチューン                                                   | God Neptune                                                          | ♂（ハーフシェル） ♂（テラマンダー） ♂（シーファントム） ♂（シーラゴン） ♀（スキュウレ） | カメ エイ サメ シーラカンス イカ                                     | 西松和彦（ハーフシェル、完全合体） 上別府仁資（テラマンダー） 一ノ渡宏昭（シーファントム） 宮澤正（シーラゴン） 松本美和（スキュウレ） | Ultra                                                                | スキュウレは、数少ない女性トランスフォーマー チーム全体的に『超神マスターフォース』に登場したキングポセイドンの塗装変更品だが、各種パーツとロブクロウが外されている |
| D-22                                                                     | 破壊大公                                                             | ギガストーム                                                         | Gigastorm                                                            | ♂                                                                                       | ネメシスⅡ ディノベース                                               | 松山鷹志 | Ultra                                                                | 『トランスフォーマー2010』などに登場したダイナザウラーの改修品 |
| D-23                                                                     | 参謀総長                                                             | ヘルスクリーム                                                       | Hellscream                                                           | ♂                                                                                       | サイボーグノコギリザメ型戦闘機                                       | 高橋広樹 | Deluxe                                                               | 新生スタースクリーム 無印に登場したサイバーシャーク（サイバトロン）の改修品                                                                                         |
| D-24                                                                     | 護衛隊長                                                             | マックスビー                                                         | Max-B                                                                | ♂                                                                                       | サイボーグイヌ型爆撃機                                               | 渡辺健 | Deluxe                                                               | 新生BB 無印時代に海外限定発売されたK-9（サイバトロン）の改修品 |
| D-25                                                                     | 航空隊長                                                             | ダージガン                                                           | Dirgegun                                                             | ♂                                                                                       | サイボーグハチ型偵察機                                               | 竹本英史 | Deluxe                                                               | 新生ダージ 無印に登場したワスピーターおよびバズソーの改修品 |
| D-26                                                                     | 突撃隊長                                                             | スラストール                                                         | Thrustor                                                             | ♂                                                                                       | サイボーグヴェロキラプトル型哨戒機                                   | 実近順次 | Deluxe                                                               | 新生スラスト 無印に登場したダイノボット（サイバトロン）の改修品 |
| ビーストウォーズネオ（1999年）（タイムピリオド：数万年後）               |                                                                      |                                                                      |                                                                      |                                                                                         |                                                                      | |                                                                      | |
| D-29                                                                     | 恐竜参謀                                                             | ガイルダート                                                         | Triceradon                                                           | ♂                                                                                       | トリケラトプス                                                       | 金子はりぃ | Deluxe                                                               | |
| D-30                                                                     | 幻惑兵                                                               | セイバーバック                                                       | Striker                                                              | ♂                                                                                       | ステゴサウルス                                                       | 矢尾一樹 | Deluxe                                                               | 『ネオ』本編第13話では、サイバトロンのブレイクの体と入れ替わってしまっている                                                                                        |
| D-31                                                                     | 突撃兵                                                               | スリング                                                             | Sling                                                                | ♂                                                                                       | ディメトロドン                                                       | モンスター前塚 | Basic                                                                | |
| D-32                                                                     | 破壊工作兵                                                           | デッドエンド                                                         | Dead-End                                                             | ♂                                                                                       | アンモナイト                                                         | 水谷誠伺 | Basic                                                                | |
| D-33                                                                     | 空爆兵                                                               | ハイドラー                                                           | Terranotron                                                          | ♂                                                                                       | プテラノドン                                                         | 内藤玲 | Basic                                                                | 無印のテラザウラーの改修品および海外で発売されたレーザービークの塗装変更品                                                                                          |
| D-34                                                                     | 独立侵攻兵                                                           | クレイジーボルト                                                     | Iguanus                                                              | ♂                                                                                       | エリマキトカゲ                                                       | 真島啓 | Basic                                                                | 海外で発売されたイグアナスの塗装変更品 |
| D-35                                                                     | 破壊大帝                                                             | マグマトロン                                                         | Magmatron                                                            | ♂                                                                                       | マグマサウルス ランドサウルス シーサウルス スカイサウルス            | 流山児祥 | Ultra                                                                | |
| D-36                                                                     | 制空戦闘兵                                                           | アルカディス                                                         | Airraptor                                                            | ♂                                                                                       | 始祖鳥                                                               | 田村連 | Deluxe                                                               | テレもちゃでもデストロンと扱われているが、スパーククリスタルのマークが変更されている                                                                                |
| D-37                                                                     | 陸戦隊長                                                             | ハードヘッド                                                         | Dinotron                                                             | ♂                                                                                       | パキケファロサウルス                                                 | 岩崎征実 | Deluxe                                                               | 海外で発売されたグリムロック（ダイノボットと微妙に違う金型の海外アイテム）の塗装変更品                                                                              |
| D-38                                                                     | 要塞守備兵                                                           | バズーカ                                                             | Bazooka                                                              | ♂                                                                                       | アンキロサウルス                                                     | 駒田はじめ | Basic                                                                | |
| D-39                                                                     | 情報将校                                                             | キラーパンチ                                                         | Killer-Punch                                                         | ♂                                                                                       | スティラコサウルス                                                   | 宮田靖裕 | Deluxe                                                               | ガイルダートの塗装改修品 |
| X-6                                                                      | 暗殺忍者                                                             | ラートラータ                                                         | Injector                                                             | ♂                                                                                       | ミノカサゴ&スズメバチ                                                | 斉藤信行 | Deluxe                                                               | 海外で発売されたインジェクターの塗装変更品 |
| X-7                                                                      | 破壊忍者                                                             | エルファオルファ                                                     | Torca                                                                | ♂                                                                                       | ゾウ&シャチ                                                          | 金子幸伸 | Deluxe                                                               | 海外で発売されたトーカ（サイバトロン）の塗装変更品 |
| X-8                                                                      | 処刑忍者                                                             | ドランクロン                                                         | Sky-Shadow                                                           | ♂                                                                                       | イグアナ&トンボ                                                      | 内田慎二 | Deluxe                                                               | 海外で発売されたスカイシャドウの塗装変更品 |
| ビーストウォーズメタルス（1999年 - 2000年）（タイムピリオド：400万年前） |                                                                      |                                                                      |                                                                      |                                                                                         |                                                                      | |                                                                      | |
| D-40                                                                     | 破壊大帝                                                             | メタルスメガトロン                                                   | Transmetal Megatron                                                  | ♂                                                                                       | ティラノサウルス                                                     | 千葉繁 | Mega                                                                 | 新生（ビースト）メガトロン |
| D-41                                                                     | 戦将                                                                 | ランページ                                                           | Rampage                                                              | ♂                                                                                       | カニ                                                                 | 檜山修之 | Ultra                                                                | |
| D-42                                                                     | 空中攻撃兵                                                           | メタルスワスピーター                                                 | Transmetal Waspinator                                                | ♂                                                                                       | ハチ                                                                 | 加藤賢崇 | Deluxe                                                               | 新生ワスピーター アニメでは登場せず、ゲームのみ登場 |
| D-43                                                                     | 空中戦闘兵                                                           | メタルステラザウラー                                                 | Transmetal Terrorsaur                                                | ♂                                                                                       | プテラノドン                                                         | 飛田展男 | Deluxe                                                               | 新生テラザウラー アニメでは登場せず、ゲームのみ登場 なお、『メタルス』本編1話でクォンタムサージを浴びていたが、その途中でマグマの中に落ちて死亡している             |
| D-44                                                                     | 忍者兵                                                               | メタルスタランス                                                     | Transmetal Tarantulas                                                | ♂                                                                                       | タランチュラ                                                         | 長島雄一 | Deluxe                                                               | 新生タランス |
| D-45                                                                     | 砂漠戦指揮官                                                         | クイックストライク                                                   | Quickstrike                                                          | ♂                                                                                       | サソリ&コブラ                                                        | 飛田展男 | Basic                                                                | フューザー戦士 |
| D-46                                                                     | 特殊戦闘員                                                           | メタルスインフェルノ                                                 | Scavenger                                                            | ♂                                                                                       | アリ                                                                 | 三木眞一郎 | Mega                                                                 | 新生インフェルノ アニメとゲーム共々未登場 |
| D-47                                                                     | 新破壊大帝                                                           | ドラゴンメガトロン                                                   | Transmetal 2 Megatron                                                | ♂                                                                                       | ドラゴン                                                             | 千葉繁 | Ultra                                                                | 新生メタルスメガトロン |
| D-48                                                                     | 特殊戦闘兵                                                           | メタルスダイノボット                                                 | Transmetal 2 Dinobot                                                 | ♂                                                                                       | ヴェロキラプトル                                                     | 藤原啓治 | Deluxe                                                               | サイバトロンのダイノボットのクローン |
| X-9                                                                      | 諜報破壊兵                                                           | メタルスジャガー                                                     | Ravage                                                               | ♂                                                                                       | ジャガー                                                             | 森川智之 | Deluxe                                                               | G1シリーズのジャガーと同一人物 日本のみ発売 |

## ヴィーコン／Vehicons
ビーストウォーズリターンズにおいて、（ビースト）メガトロンが新たに組織した軍団。スパークを持たない純粋無機機械ドローン軍団で組織され、全軍をメガトロンとスパークを持つ数人のジェネラルで統括している。事実上メガトロンの私兵集団である。
とはいえ、物語開始時には既にセイバートロン星を数人のサイバトロンを除いてほぼ完全に制圧しているなど、トランスフォーマーシリーズに登場する敵組織の中で最も軍事的に成功した組織であった。

### ヴィーコン一覧
| IDナンバー                                                                      | 階級                                                                            | 名前                                                                            | 原語名前                                                                        | 性別                                                                            | ビーストモード ビークルモード                                                   | アニメ声優                                                                      | サイズ                                                                          | 備考                                                                            |
| ビーストウォーズリターンズ（2004年 - 2005年）（タイムピリオド：さらに後の未来） | ビーストウォーズリターンズ（2004年 - 2005年）（タイムピリオド：さらに後の未来） | ビーストウォーズリターンズ（2004年 - 2005年）（タイムピリオド：さらに後の未来） | ビーストウォーズリターンズ（2004年 - 2005年）（タイムピリオド：さらに後の未来） | ビーストウォーズリターンズ（2004年 - 2005年）（タイムピリオド：さらに後の未来） | ビーストウォーズリターンズ（2004年 - 2005年）（タイムピリオド：さらに後の未来） | ビーストウォーズリターンズ（2004年 - 2005年）（タイムピリオド：さらに後の未来） | ビーストウォーズリターンズ（2004年 - 2005年）（タイムピリオド：さらに後の未来） | ビーストウォーズリターンズ（2004年 - 2005年）（タイムピリオド：さらに後の未来） |
| ------------------------------------------------------------------------------- | ------------------------------------------------------------------------------- | ------------------------------------------------------------------------------- | ------------------------------------------------------------------------------- | ------------------------------------------------------------------------------- | ------------------------------------------------------------------------------- | ------------------------------------------------------------------------------- | ------------------------------------------------------------------------------- | ------------------------------------------------------------------------------- |
| BR-05                                                                           | 破壊大帝                                                                        | メガトロン                                                                      | Megatron                                                                        | ♂                                                                               | ドラゴン                                                                        | 千葉繁                                                                          | Mega                                                                            |                                                                                 |
| BR-06                                                                           |                                                                                 | タンカー                                                                        | Tankor                                                                          | ♂                                                                               | SF系戦車                                                                        | 中村大樹                                                                        | Basic                                                                           | 元サイバトロンのライノックス                                                    |
| BR-07                                                                           |                                                                                 | ジェットストーム                                                                | Jetstorm                                                                        | ♂                                                                               | SF系ジェット機                                                                  | 岩田光央                                                                        | Ultra                                                                           | 元サイバトロンのシルバーボルト                                                  |
| BR-08                                                                           |                                                                                 | スラスト                                                                        | Thrust                                                                          | ♂                                                                               | SF系オートバイ                                                                  | 加藤賢崇                                                                        | Basic                                                                           | 元ワスピーター                                                                  |
| BR-12                                                                           |                                                                                 | メガヘッド                                                                      | Grand Mal                                                                       | ♂                                                                               | 巨大頭                                                                          | 千葉繁                                                                          | Deluxe                                                                          | （ビースト）メガトロン第2形態                                                   |
| BR-13                                                                           |                                                                                 | ストライカ                                                                      | Strika                                                                          | ♀                                                                               | SF系装甲車                                                                      | 愛河里花子                                                                      | Deluxe                                                                          |                                                                                 |
| BR-14                                                                           |                                                                                 | オブシディアン                                                                  | Obsidian                                                                        | ♂                                                                               | SF系ティルトローター                                                            | 小野坂昌也                                                                      | Basic                                                                           |                                                                                 |

## デストロンガー／Predacons & Decepticons
トランスフォーマー カーロボットにおけるギガトロンが率いるデストロンガー。途中よりコンバットロン、ブラックコンボイとメタルマシン5兄弟が含まれる、を組織に組み入れる。Transformers: Robots in Disguiseではデストロンガーをビーストウォーズに引き続きプレダコン、サイバトロンエンブレムが反転したエンブレムを持つコンバットロンはディセプティコン(またはヴィーコン)とされた。
本作品放映時は他作品とリンクしない独立した作品とされていたが、キスぷれ限定での設定では一連のシリーズに組み込まれ、未来のデストロンのエリート集団であり過去の世界にやってきたデストロン外部組織とされた。

### デストロンガー一覧
| IDナンバー | 名前                            | 原語名前                     | ビーストモード ビークルモード | サイズ |
| ---------- | ------------------------------- | ---------------------------- | --- | ------ |
| D-000      | メタルビースト3兄弟 DX3体セット | 3 Predacon Brothers DX 3-Set | スカンク（ガスカンク） ムササビ（ギルドー） カエル（グッシャー）                                                                                                | Basic  |
| D-001      | ギガトロン                      | Megatron                     | ギガバット ギガドラゴン ギガジェット ギガフォーミュラ ギガハンド ギガエレファント ギガノドン ギガクルーザー ギガサウラー ギガオーストリッチ                     | Ultra  |
| D-002      | ガスカンク                      | Gas-Skunk                    | スカンク | Basic  |
| D-003      | ギルドー                        | Dark-Scream                  | ムササビ | Basic  |
| D-004      | グッシャー                      | Slapper                      | カエル | Basic  |
| D-005      | ゲルシャーク                    | Sky-Byte                     | ホホジロザメ | Mega   |
| D-006      | グリジバー                      | Rollbar                      | FMC XR311 | Basic  |
| D-007      | ダンガー                        | Armorhide                    | レオパルト1 | Basic  |
| D-008      | シャトラー                      | Movor                        | スペースシャトル | Basic  |
| D-009      | ヘプター                        | Ro-Tor                       | H-2航空機 | Basic  |
| D-010      | ドルレイラー                    | Mega-Octane                  | 大砲車、移動攻撃基地 | Deluxe |
| D-011      | バルディガス                    | Ruination                    | FMC XR311（グリジバー） レオパルト1（ダンガー） スペースシャトル（シャトラー） H-2航空機（ヘプター） 大砲車、移動攻撃基地（ドルレイラー）                       | Deluxe |
| D-012      | ブラックコンボイ                | Scourge                      | 大砲タンカー | Ultra  |
| D-013      | デビルギガトロン                | Galvatron                    | デビルバット デビルドラゴン デビルジェット デビルフォーミュラ デビルハンド デビルエレファント デビルノドン デビルクルーザー デビルサウラー デビルオーストリッチ | Ultra  |
| D-16       | ギガトロンZ                     | Megatron Z                   | ドリル戦車 ドラゴン | Ultra  |

## ディセプティコン／Decepticons

### ムービー（実写）
本シリーズではザ・フォールンと呼ばれる者が創設した組織とされている。セイバートロン星とオールスパークの支配権を巡るオートボット（サイバトロン）との戦いで母星が滅亡した後、リーダーであるメガトロンが宇宙へ飛び出したオールスパークを追って星を脱出、一時期スタースクリームが指揮を取っていた。やがて地球にオールスパークとメガトロンが居ると知って飛来し、同じくオールスパークを求めてやってきたオートボットと地球人の連合軍を相手に激戦を繰り広げることになる。

#### 実写映画版ディセプティコン一覧
| IDナンバー                                                                | 名前                                                           | 原語名前                                                       | ビークルモード アイテムモード ビーストモード | サイズ                                                         | クラシック相当                                                                |
| 実写映画版トランスフォーマー（2007年）（タイムピリオド：今年）            | 実写映画版トランスフォーマー（2007年）（タイムピリオド：今年） | 実写映画版トランスフォーマー（2007年）（タイムピリオド：今年） | 実写映画版トランスフォーマー（2007年）（タイムピリオド：今年） | 実写映画版トランスフォーマー（2007年）（タイムピリオド：今年） | 実写映画版トランスフォーマー（2007年）（タイムピリオド：今年）                |
| ------------------------------------------------------------------------- | -------------------------------------------------------------- | -------------------------------------------------------------- | --- | -------------------------------------------------------------- | ----------------------------------------------------------------------------- |
| MD-01                                                                     | ブラックアウト                                                 | Blackout                                                       | MH-53航空機 | Mega                                                           | ボルター（初代トランスフォーマー）                                            |
| MD-02                                                                     | バリケード&フレンジー                                          | Barricade & Frenzy                                             | サリーン・S281（バリケード） フロントグリル（フレンジー） | Deluxe                                                         | バリケード（トランスフォーマーZ） フレンジー（初代トランスフォーマー）        |
| MD-03                                                                     | ブロウル                                                       | Brawl                                                          | M1エイブラムス | Deluxe                                                         | ブロウル（初代トランスフォーマー）                                            |
| MD-04                                                                     | スコルポノック                                                 | Scorponok                                                      | サソリ | Deluxe                                                         | メガザラック（ザ☆ヘッドマスターズ）                                           |
| MD-05                                                                     | プロトフォーム スタースクリーム                                | Protoform Starscream                                           | 流星 | Deluxe                                                         | スタースクリーム（初代トランスフォーマー）                                    |
| MD-06                                                                     | パワーアップVT6                                                | Power-Up VT6                                                   | 携帯型ゲーム機 | Basic                                                          | （独自発想）                                                                  |
| MD-07                                                                     | メガトロン                                                     | Megatron                                                       | エイリアンジェット | Ultra                                                          | メガトロン（初代トランスフォーマー）                                          |
| MD-08                                                                     | スタースクリーム                                               | Starscream                                                     | F-22戦闘機 | Mega                                                           | スタースクリーム（初代トランスフォーマー）                                    |
| MD-09                                                                     | ボーンクラッシャー                                             | Bonecrusher                                                    | バッファロー地雷除去車 | Deluxe                                                         | ボーンクラッシャー（初代トランスフォーマー）                                  |
| MD-10                                                                     | レッケージ                                                     | Wreckage                                                       | ストライカー装甲車 | Deluxe                                                         | （独自発想）                                                                  |
| MD-11                                                                     | スウィンドル                                                   | Swindle                                                        | シボレー・コバルト | Deluxe                                                         | スィンドル（初代トランスフォーマー）                                          |
| MD-12                                                                     | ブースターX10                                                  | Booster X10                                                    | MP3プレーヤー | Basic                                                          | コンドル（初代トランスフォーマー）                                            |
| MD-13                                                                     | ズームアウト25X                                                | Zoom-Out 25X                                                   | カムコーダ | Basic                                                          | リフレクター（初代トランスフォーマー）                                        |
| MD-14                                                                     | フローズン メガトロン                                          | Frozen Megatron                                                | エイリアンジェット | Mega                                                           | メガトロン（初代トランスフォーマー）                                          |
| MD-15                                                                     | ドレッドウイング                                               | Dreadwing                                                      | MIG-29航空機 | Deluxe                                                         | ドレッドウイング（トランスフォーマーG-2）                                     |
| MD-16                                                                     | ミーンタイム                                                   | Meantime                                                       | デジタル式の腕時計 | Basic                                                          | （独自発想）                                                                  |
| MD-17                                                                     | ペイロード                                                     | Payload                                                        | ブルドッグII | Deluxe                                                         | （独自発想）                                                                  |
| MD-18                                                                     | ドロップキック                                                 | Dropkick                                                       | シボレー・シルバラード | Deluxe                                                         | （独自発想）                                                                  |
| MD-19                                                                     | サンダークラッカー                                             | Thundercracker                                                 | F-22戦闘機 | Mega                                                           | サンダークラッカー（初代トランスフォーマー）                                  |
| MD-20                                                                     | リーコン バリケード&フレンジー                                 | Recon Barricade & Frenzy                                       | サリーン・S281（バリケード） フロントグリル（フレンジー） | Deluxe                                                         | バリケード（トランスフォーマーZ） フレンジー（初代トランスフォーマー）        |
| MD-21                                                                     | ワイアータップV20                                              | Wire-Tap V20                                                   | 携帯電話 | Basic                                                          | ランブル（初代トランスフォーマー）                                            |
| MD-22                                                                     | インシネレーター                                               | Incinerator                                                    | V-22航空機 | Mega                                                           | オブシディアン（ビーストウォーズリターンズ）                                  |
| MD-23                                                                     | ストッケード                                                   | Stockade                                                       | キャデラック・エスカレード | Deluxe                                                         | （独自発想）                                                                  |
| トランスフォーマー/リベンジ（2009年）（タイムピリオド：今年）             |                                                                |                                                                | |                                                                |                                                                               |
| RD-01                                                                     | メガトロン                                                     | Megatron                                                       | エイリアンタンク | Ultra                                                          | メガトロン（マイクロン伝説）                                                  |
| RD-02                                                                     | スタースクリーム                                               | Starscream                                                     | F-22戦闘機 | Mega                                                           | スタースクリーム（初代トランスフォーマー）                                    |
| RD-03                                                                     | デモリッシャー                                                 | Demolishor                                                     | 油圧ショベル | Mega                                                           | スカベンジャー（初代トランスフォーマー）                                      |
| RD-04                                                                     | サウンドウェーブ                                               | Soundwave                                                      | エイリアンサテライト | Deluxe                                                         | サウンドウェーブ（初代トランスフォーマー）                                    |
| MD-04                                                                     | スコルポノック                                                 | Scorponok                                                      | サソリ | Deluxe                                                         | メガザラック（ザ☆ヘッドマスターズ）                                           |
| RD-05                                                                     | サイドウェイズ                                                 | Sideways                                                       | アウディ・R8 | Deluxe                                                         | ダブルフェイス（マイクロン伝説）                                              |
| RD-06                                                                     | ランページ                                                     | Rampage                                                        | ブルドーザー | Deluxe                                                         | ボーンクラッシャー（初代トランスフォーマー）                                  |
| RD-07                                                                     | デッドエンド                                                   | Dead-End                                                       | プジョー9009 | Basic                                                          | デッドエンド（初代トランスフォーマー）                                        |
| RD-08                                                                     | ダートボス                                                     | Dirt-Boss                                                      | フォークリフト | Basic                                                          | ダートボス（アニメイテッド）                                                  |
| RD-09                                                                     | ランサック                                                     | Ransack                                                        | アルバトロス D.III | Basic                                                          | ランサック（トランスフォーマーG-2）                                           |
| RD-10                                                                     | フォールン                                                     | The Fallen                                                     | エイリアンジェット | Mega                                                           | （独自発想）                                                                  |
| RD-11                                                                     | ボイジャー メガトロン                                          | Voyager Megatron                                               | エイリアンタンク | Mega                                                           | メガトロン（マイクロン伝説）                                                  |
| RD-12                                                                     | ミックスマスター                                               | Mixmaster                                                      | ミキサー車 | Mega                                                           | ミックスマスター（初代トランスフォーマー）                                    |
| RD-13                                                                     | ラヴィッジ                                                     | Ravage                                                         | ジャガー | Deluxe                                                         | ジャガー（初代トランスフォーマー）                                            |
| RD-14                                                                     | スカルペル                                                     | Scalpel                                                        | 顕微鏡 | Basic                                                          | マグニフィカス（初代トランスフォーマー）                                      |
| RD-15                                                                     | イジェクター                                                   | Ejector                                                        | トースター | Basic                                                          | （独自発想）                                                                  |
| RD-16                                                                     | デバステーター                                                 | Devastator                                                     | 油圧ショベル（デモリッシャー） ブルドーザー（ランページ） ミキサー車（ミックスマスター） キャタピラー・773B（ロングハウル） キャタピラー・992G（スクラッパー） コベルコクレーン・CK2500（ハイタワー）                                   | Ultra                                                          | デバスター（初代トランスフォーマー）                                          |
| RD-17                                                                     | ロングハウル                                                   | Long-Haul                                                      | キャタピラー・773B | Mega                                                           | ロングハウル（初代トランスフォーマー）                                        |
| RD-18                                                                     | グラインダー                                                   | Grindor                                                        | MH-53航空機 | Mega                                                           | （独自発想）                                                                  |
| RD-19                                                                     | シャンハイアタック デモリッシャー                              | Shanghai Attack Demolishor                                     | 油圧ショベル | Mega                                                           | スカベンジャー（初代トランスフォーマー）                                      |
| RD-20                                                                     | ブラジオン                                                     | Bludgeon                                                       | 90式戦車 | Mega                                                           | ブラジオン（超神マスターフォース）                                            |
| RD-21                                                                     | デザートコンバット ランページ                                  | Desert Combat Rampage                                          | ブルドーザー | Deluxe                                                         | ボーンクラッシャー（初代トランスフォーマー）                                  |
| RD-22                                                                     | ダージ                                                         | Dirge                                                          | ハリアー II | Deluxe                                                         | ダージ（初代トランスフォーマー）                                              |
| RD-23                                                                     | ブレークダウン                                                 | Breakdown                                                      | スポーツカー | Basic                                                          | ブレークダウン（初代トランスフォーマー）                                      |
| RD-24                                                                     | バリケード&フレンジー                                          | Barricade & Frenzy                                             | サリーン・S281（バリケード） フロントグリル（フレンジー） | Deluxe                                                         | バリケード（トランスフォーマーZ） フレンジー（初代トランスフォーマー）        |
| RD-25                                                                     | マインドワイプ                                                 | Mindwipe                                                       | F-117航空機 | Mega                                                           | ワイプ（ザ☆ヘッドマスターズ）                                                 |
| RD-26                                                                     | ロックダウン                                                   | Lockdown                                                       | ヘビメタカー | Deluxe                                                         | ロックダウン（アニメイテッド）                                                |
| RD-27                                                                     | スカイストーカー                                               | Skystalker                                                     | B-2航空機 | Basic                                                          | スモークスナイパー（ロボットマスターズ）                                      |
| AA-04                                                                     | インセクティコン                                               | Insecticon                                                     | ハエ | Basic                                                          | ワスピーター（ビーストウォーズ）                                              |
| AA-10                                                                     | ブリムストン                                                   | Brimstone                                                      | チョッパーバイク | Basic                                                          | （独自発想）                                                                  |
| AA-13                                                                     | ヘイルストーム                                                 | Hailstorm                                                      | MLRSタンク | Deluxe                                                         | （独自発想）                                                                  |
| AA-14                                                                     | テラダイブ                                                     | Terradive                                                      | SU-47航空機 | Deluxe                                                         | テラダイブ（トランスフォーマーG-2）                                           |
| トランスフォーマー/ダークサイド・ムーン（2011年）（タイムピリオド：今年） |                                                                |                                                                | |                                                                |                                                                               |
| DD-01                                                                     | メガトロン                                                     | Megatron                                                       | マックM915 | Mega                                                           | メガトロン（初代トランスフォーマー）                                          |
| RA-01B                                                                    | ダークサイドオプティマス                                       | Dark-Side Optimus                                              | ピータービルト379 | Ultra                                                          | ブラックコンボイ（初代トランスフォーマー）                                    |
| DD-02                                                                     | スタースクリーム                                               | Starscream                                                     | F-22戦闘機 | Deluxe                                                         | スタースクリーム（初代トランスフォーマー）                                    |
| DD-03                                                                     | バリケード                                                     | Barricade                                                      | サリーン・S281 | Deluxe                                                         | バリケード（トランスフォーマーZ）                                             |
| DD-04                                                                     | クランクケース                                                 | Crankcase                                                      | シボレー・サバーバン | Deluxe                                                         | クランクケース（ザ☆ヘッドマスターズ）                                         |
| DD-05                                                                     | ショックウェーブ                                               | Shockwave                                                      | エイリアンタンク | Mega                                                           | レーザーウェーブ（初代トランスフォーマー）                                    |
| DD-06                                                                     | ボルテックス                                                   | Vortex                                                         | ティーガー航空機 | Deluxe                                                         | ボルター（初代トランスフォーマー）                                            |
| DD-07                                                                     | レーザービーク                                                 | Laserbeak                                                      | 鳥 | Deluxe                                                         | コンドル（初代トランスフォーマー）                                            |
| DD-08                                                                     | サンダークラッカー                                             | Thundercracker                                                 | F-22戦闘機 | Deluxe                                                         | サンダークラッカー（初代トランスフォーマー）                                  |
| DD-09                                                                     | ヒューマンアライアンス サウンドウェーブ&レーザービーク         | Human Alliance Soundwave & Laserbeak                           | メルセデス・ベンツ・SLS AMG（サウンドウェーブ） 鳥（レーザービーク） | Deluxe                                                         | サウンドウェーブ（初代トランスフォーマー） コンドル（初代トランスフォーマー） |
| DD-10                                                                     | スカイワープ                                                   | Skywarp                                                        | F-22戦闘機 | Deluxe                                                         | スカイワープ（初代トランスフォーマー）                                        |
| DD-11                                                                     | アイスピック                                                   | Icepick                                                        | スノーモービル | Deluxe                                                         | スノーストーム（スーパーリンク）                                              |
| DD-12                                                                     | ドラッグストリップ                                             | Drag-Strip                                                     | インディカー | Deluxe                                                         | ドラッグストライプ（初代トランスフォーマー）                                  |
| DD-13                                                                     | サウンドウェーブ                                               | Soundwave                                                      | メルセデス・ベンツ・SLS AMG | Deluxe                                                         | サウンドウェーブ（初代トランスフォーマー）                                    |
| DD-EX                                                                     | ダークスチール                                                 | Darksteel                                                      | 2013 シボレー・コルベット・スティングレイ | Deluxe                                                         | クイックストライク（ビーストウォーズ）                                        |
| CV-15                                                                     | ブラックアウト&スコルポノック                                  | Blackout & Scorponok                                           | MH-53航空機（ブラックアウト） サソリ（スコルポノック） | Deluxe                                                         | （独自発想） メガザラック（ザ☆ヘッドマスターズ）                              |
| CV-21                                                                     | ハチェット                                                     | Hatchet                                                        | ユーロファイター タイフーン | Basic                                                          | （独自発想）                                                                  |
| CV-27                                                                     | クロウバー                                                     | Crowbar                                                        | カーボン・モーターズ E7 | Basic                                                          | （独自発想）                                                                  |
| トランスフォーマー/ロストエイジ（2014年）（タイムピリオド：今年）         |                                                                |                                                                | |                                                                |                                                                               |
| AD-02B                                                                    | ネメシスプライム                                               | Nemesis Prime                                                  | フレイトライナーFLA86 | Mega                                                           | ブラックコンボイ（初代トランスフォーマー）                                    |
| AD-03B                                                                    | ネメシスグリムロック                                           | Nemesis Grimlock                                               | ティラノサウルス | Mega                                                           | （独自発想）                                                                  |
| DD-03                                                                     | バリケード                                                     | Barricade                                                      | サリーン・S281 | Deluxe                                                         | バリケード（トランスフォーマーZ）                                             |
| AA-04                                                                     | インセクティコン                                               | Insecticon                                                     | ハエ | Basic                                                          | ワスピーター（ビーストウォーズ）                                              |
| AD-10                                                                     | スタースクリーム                                               | Starscream                                                     | F-22戦闘機 | Deluxe                                                         | スタースクリーム（初代トランスフォーマー）                                    |
| AD-11                                                                     | ディスペンサー                                                 | Dispensor                                                      | ブルドッグII | Deluxe                                                         | （独自発想）                                                                  |
| AD-13                                                                     | デバステーター                                                 | Devastator                                                     | 油圧ショベル（デモリッシャー） ブルドーザー（ランページ） ミキサー車（ミックスマスター） キャタピラー・773B（ロングハウル） コマツ・HD465-7（オーバーロード） キャタピラー・992G（スクラッパー） コベルコクレーン・CK2500（ハイタワー） | Deluxe                                                         | デバスター（初代トランスフォーマー）                                          |
| AD-17                                                                     | サウンドウェーブ                                               | Soundwave                                                      | メルセデス・ベンツ・SLS AMG | Deluxe                                                         | サウンドウェーブ（初代トランスフォーマー）                                    |
| AD-22                                                                     | ガルバトロン                                                   | Galvatron                                                      | フレイトライナー・アーゴシー | Mega                                                           | ガルバトロン（トランスフォーマー2010）                                        |
| AD-26                                                                     | ロックダウン                                                   | Lockdown                                                       | ランボルギーニ・アヴェンタドール | Deluxe                                                         | ロックダウン（アニメイテッド）                                                |
| AD-32                                                                     | スティンガー                                                   | Stinger                                                        | 2015 シボレー・カマロ | Deluxe                                                         | （独自発想）                                                                  |

### トランスフォーマー アニメイテッド
前作品までの設定とは一新されている。前大戦グレートウォーによってオートボットに敗北、一時は壊滅したと思われていたが密かに活動していた。一時メガトロンが生死不明となり組織が分解したものの、メガトロン復活により活動を再開、地球およびセイバートロン星に潜伏し両星での混乱を煽る。後にメガトロンは再び捕縛されるが残党の多くはいまだ宇宙に散っている。

#### アニメイテッド版ディセプティコン一覧
| IDナンバー                                           | 名前                                                 | 原語名前                                             | ビークルモード ビーストモード アイテムモード                                                       | サイズ                                               | クラシック相当                                                                   |
| トランスフォーマー アニメイテッド（2009年 - 2011年） | トランスフォーマー アニメイテッド（2009年 - 2011年） | トランスフォーマー アニメイテッド（2009年 - 2011年） | トランスフォーマー アニメイテッド（2009年 - 2011年）                                               | トランスフォーマー アニメイテッド（2009年 - 2011年） | トランスフォーマー アニメイテッド（2009年 - 2011年）                             |
| ---------------------------------------------------- | ---------------------------------------------------- | ---------------------------------------------------- | -------------------------------------------------------------------------------------------------- | ---------------------------------------------------- | -------------------------------------------------------------------------------- |
| TA-06                                                | メガトロン                                           | Megatron                                             | エイリアンジェット                                                                                 | Mega                                                 | メガトロン（初代トランスフォーマー）                                             |
| TA-07                                                | スタースクリーム                                     | Starscream                                           | ジェット機（前進翼ジェット戦闘機）                                                                 | Mega                                                 | スタースクリーム（初代トランスフォーマー）                                       |
| TA-08                                                | ロックダウン                                         | Lockdown                                             | マッスルカー（違法改造車）                                                                         | Deluxe                                               | （独自発想）                                                                     |
| TA-09                                                | ブラックアラクニア                                   | Blackarachnia                                        | セアカゴケグモ                                                                                     | Deluxe                                               | ブラックウィドー（ビーストウォーズ）                                             |
| TA-11                                                | ダージ                                               | Dirge                                                | 前進翼ジェット戦闘機                                                                               | Basic                                                | ダージ（初代トランスフォーマー）                                                 |
| TA-13                                                | ブリッツウィング                                     | Blitzwing                                            | 戦車 ジェット戦闘機                                                                                | Mega                                                 | ブリッツウイング（初代トランスフォーマー）                                       |
| TA-14                                                | ショックウェーブ                                     | Shockwave                                            | エイリアンタンク                                                                                   | Mega                                                 | レーザーウェーブ（初代トランスフォーマー）                                       |
| TA-15                                                | ラグナッツ                                           | Lugnut                                               | 大型爆撃機B-26航空機                                                                               | Mega                                                 | （独自発想）                                                                     |
| TA-16                                                | サウンドウェーブ&レーザービーク                      | Soundwave & Laserbeak                                | サイオン・xB、ラジオカセットレコーダー（サウンドウェーブ） ギブソン・フライングV（レーザービーク） | Deluxe                                               | サウンドウェーブ（初代トランスフォーマー） コンドル（初代トランスフォーマー）    |
| TA-20                                                | ブラックアウト                                       | Blackout                                             | MH-53航空機                                                                                        | Mega                                                 | ブラックアウト（実写映画版トランスフォーマー）                                   |
| TA-23                                                | スカイワープ                                         | Skywarp                                              | 前進翼ジェット戦闘機                                                                               | Mega                                                 | スカイワープ（初代トランスフォーマー）                                           |
| TA-24                                                | サンダークラッカー                                   | Thundercracker                                       | 前進翼ジェット戦闘機                                                                               | Basic                                                | サンダークラッカー（初代トランスフォーマー）                                     |
| TA-25                                                | サウンドブラスター                                   | Soundblaster                                         | サイオン・xB ラジオカセットレコーダー                                                              | Basic                                                | サウンドブラスター（ザ☆ヘッドマスターズ）                                        |
| TA-26                                                | ライト&サウンド メガトロン                           | Helicopter Megatron                                  | ティルトローター型ガンシップ（ティルトローター型ヘリコプター）                                     | Ultra                                                | メガトロン（初代トランスフォーマー）                                             |
| TA-35                                                | サンストーム                                         | Sunstorm                                             | 前進翼ジェット戦闘機                                                                               | Mega                                                 | サンストーム（初代トランスフォーマー）                                           |
| TA-36                                                | スィンドル                                           | Swindle                                              | スポーツSUV（大型ランドクルーザー、軍用四輪駆動車）                                                | Deluxe                                               | スィンドル（初代トランスフォーマー）                                             |
| TA-37                                                | ワスピネーター                                       | Waspinator                                           | ハチ                                                                                               | Deluxe                                               | ワスピーター（ビーストウォーズ）                                                 |
| TA-42                                                | オイルスリック                                       | Oil-Slick                                            | アメリカンバイク                                                                                   | Deluxe                                               | （独自発想）                                                                     |
| TA-45                                                | オリジナル ショックウェーブ                          | New Shockwave                                        | エイリアンタンク                                                                                   | Mega                                                 | レーザーウェーブ（初代トランスフォーマー）                                       |
| TA-46                                                | ブレイジング ロックダウン                            | Blazing Lockdown                                     | マッスルカー（違法改造車）                                                                         | Deluxe                                               | （独自発想）                                                                     |
| TA-47                                                | エレクトロスタティック サウンドウェーブ&ラットバット | Electrostatic Soundwave & Ratbat                     | サイオン・xB、ラジオカセットレコーダー（サウンドウェーブ） ショルダーキーボード（ラットバット）    | Deluxe                                               | サウンドブラスター（ザ☆ヘッドマスターズ） ラットバット（トランスフォーマー2010） |

玩具未登場のディセプティコン
- スクラッパー（Scrapper）（ブルドーザー）
- ミックスマスター（Mixmaster）（ミキサー車）
- ダートボス（Dirt Boss）（フォークリフト）
- スラスト（Thrust）（前進翼ジェット戦闘機）
- スリップストリーム（Slipstream）（前進翼ジェット戦闘機）
- イケメン2716057号（Clone #2716057）（前進翼ジェット戦闘機）
- イケメン3370318号（Clone #3370318）（前進翼ジェット戦闘機）
- ストライカ（Strika）（SF装甲車）
- スピッター（Spittor）（カエル戦車）
- サイクロナス（Cyclonus）（SFジェット機）
- ラグナッツスプリーム（Lugnut Supreme）（ネメシス）

### トランスフォーマープライム
かつて剣闘士として活躍していたメガトロナスというTFが武力による政治改革のために組織した軍団で、この時にメガトロナスはメガトロンと名を改めている。メガトロンの元親友であるオプティマス率いるオートボット軍と戦争の末にセイバートロン星が荒廃したため現在は活動の場を地球に移し、ゆくゆくはセイバートロン星を復興し再び支配するべく戦艦ネメシスを拠点にして地球に眠るエネルゴン鉱脈や地球にある各技術、そしてセイバートロン星よりもたらされた古代トランスフォーマーの遺産であるアイアコンの遺産を巡ってオートボットと激突していく。

#### プライム版ディセプティコン一覧
| IDナンバー                                                             | 名前                                                                    | 原語名前                                                               | ビークルモード ビーストモード、ウェポンモード | サイズ                                                                 | クラシック相当                                                                             |
| トランスフォーマー プライム（2012年 - 2013年）（タイムピリオド：今年） | トランスフォーマー プライム（2012年 - 2013年）（タイムピリオド：今年）  | トランスフォーマー プライム（2012年 - 2013年）（タイムピリオド：今年） | トランスフォーマー プライム（2012年 - 2013年）（タイムピリオド：今年）                                                                                                  | トランスフォーマー プライム（2012年 - 2013年）（タイムピリオド：今年） | トランスフォーマー プライム（2012年 - 2013年）（タイムピリオド：今年）                     |
| ---------------------------------------------------------------------- | ----------------------------------------------------------------------- | ---------------------------------------------------------------------- | --- | ---------------------------------------------------------------------- | ------------------------------------------------------------------------------------------ |
| AM-05                                                                  | メガトロン&ゴラ                                                         | Megatron & Gora                                                        | エイリアンジェット（メガトロン） ゴリラ、ブレードカノン（ゴラ） | Mega                                                                   | メガトロン（初代トランスフォーマー） （独自発想）                                          |
| AM-06                                                                  | スカイワープ&バロ                                                       | Skywarp & Balo                                                         | F-16戦闘機（スカイワープ） バッファロー、手裏剣（バロ） | Deluxe                                                                 | スカイワープ（初代トランスフォーマー） （独自発想）                                        |
| AM-07                                                                  | スタースクリーム&グル                                                   | Starscream & Gul                                                       | F-16戦闘機（スタースクリーム） イーグル（鷲）、プラズマカノン（グル）                                                                                                   | Deluxe                                                                 | スタースクリーム（初代トランスフォーマー） （独自発想）                                    |
| AM-08                                                                  | テラーコンクリフジャンパー&ジダ                                         | Zombie Cliffjumper & Jida                                              | マッスルカー（クリフジャンパー） チーター（ヒョウ）、ビッグソー（ジダ）                                                                                                 | Deluxe                                                                 | クリフ（初代トランスフォーマー） （独自発想）                                              |
| AM-09                                                                  | サウンドウェーブ WITH レーザービーク&ゾリ                               | Soundwave With Laserbeak & Zori                                        | 偵察機（MQ-9 リーパー）（サウンドウェーブ） 鳥（レーザービーク） サソリ、フレキシブルロッド（ゾリ）                                                                     | Deluxe                                                                 | サウンドウェーブ（初代トランスフォーマー） コンドル（初代トランスフォーマー） （独自発想） |
| AM-12                                                                  | ウォーブレークダウン&ザム                                               | War Breakdown & Zamu                                                   | 装甲車（ウォーブレークダウン） サイ、ハンマー（ザム） | Mega                                                                   | ブレークダウン（初代トランスフォーマー） （独自発想）                                      |
| AM-13                                                                  | メディックノックアウト&グラ                                             | Medic Knock-Out & Gra                                                  | スポーツカー（アストンマーティン）（メディックノックアウト） カニ、スピア（グラ）                                                                                       | Deluxe                                                                 | （独自発想）                                                                               |
| AM-14                                                                  | ビーコン&ノジ                                                           | Vehicon Drone & Noji                                                   | スポーツカー（ビーコン） イノシシ、ビームガン（ノジ） | Deluxe                                                                 | （独自発想）                                                                               |
| AM-15                                                                  | メガトロンダークネス WITH ゴラII&ハデス                                 | Darkness Megatron With Gora & Hades                                    | エイリアンジェット（メガトロン） ゴリラ、フュージョンカノン（ゴラII） コウモリ、メテオサイズ（ハデス）                                                                  | Mega                                                                   | メガトロン（初代トランスフォーマー） （独自発想）                                          |
| AM-16                                                                  | ジェットビーコン&イグ                                                   | Jet Vehicon Drone & Igu                                                | 戦闘機（ジェットビーコン） イグアナ、ビームガン（イグ） | Deluxe                                                                 | （独自発想）                                                                               |
| AM-18                                                                  | エアラクニッド&イダ                                                     | Airachnid & Ida                                                        | ステルスヘリコプター（エアラクニッド） クモ（セアカゴケグモ）、ハンドクロー（イダ）                                                                                     | Deluxe                                                                 | ブラックウィドー（ビーストウォーズ） （独自発想）                                          |
| AM-19                                                                  | ガイアユニクロン&ボグ                                                   | Unicron & Bogu                                                         | スペースクルーザー（ガイアユニクロン） モグラ、クロー（ボグ） | Mega                                                                   | （独自発想）                                                                               |
| AM-22                                                                  | ドレッドウイング&ジグ                                                   | Dreadwing & Jigu                                                       | F-35戦闘機（ドレッドウイング） サメ、キャノン（ジグ） | Mega                                                                   | ドレッドウイング（トランスフォーマーG-2） （独自発想）                                     |
| AM-24                                                                  | サイラスブレークダウン&マギ                                             | Silas Breakdown & Magi                                                 | 装甲車（サイラスブレークダウン） カマキリ、ツインブレード（マギ） | Mega                                                                   | ブレークダウン（初代トランスフォーマー） （独自発想）                                      |
| AM-25                                                                  | ネメシスプライム&ギザ                                                   | Nemesis Prime & Giza                                                   | トレーラートラック（ネメシスプライム） ノコギリザメ、バトルブレード（ギザ）                                                                                             | Mega                                                                   | ブラックコンボイ（初代トランスフォーマー） （独自発想）                                    |
| AM-29                                                                  | ショックウェーブ&ビド                                                   | Shockwave & Bido                                                       | 機動砲台（ショックウェーブ） カブトムシ、 レーザーカノン（ビド） | Deluxe                                                                 | レーザーウェーブ（初代トランスフォーマー） （独自発想）                                    |
| AM-30                                                                  | ランブル&ダゴR                                                          | Rumble & Dago-R                                                        | コンパクトカー（ランブル） タコ（ダゴ）、ハンマー | Deluxe                                                                 | ランブル（初代トランスフォーマー） （独自発想）                                            |
| AM-31                                                                  | フレンジー&ダゴF                                                        | Frenzy & Dago-F                                                        | コンパクトカー（フレンジー） タコ、ハンマー（ダゴ） | Deluxe                                                                 | フレンジー（初代トランスフォーマー） （独自発想）                                          |
| AM-32                                                                  | スタントワイルドライダー&オズ                                           | Stunt Wildrider & Ozu                                                  | スポーツカー（スタントワイルドライダー） マンモス（ゾウ）、キャノン（グレネードランチャー）（オズ）                                                                     | Deluxe                                                                 | ワイルドライダー（初代トランスフォーマー） （独自発想）                                    |
| AM-33                                                                  | ファイナルバトル メガトロン WITH シャドウガブ&シャドウバル&シャドウダイ | Final Battle Megatron With Shadow Gabu & Shadow Baru & Shadow Dai      | エイリアンジェット（メガトロン） カブトガニ、ダブルブレード（シャドウガブ） ファルコン、ワイドブレード（ナタ）（シャドウバル） ワニ、ロケットランチャー（シャドウダイ） | Mega                                                                   | メガトロン（初代トランスフォーマー） （独自発想）                                          |
| AM-34                                                                  | ジェットビーコンジェネラル&イグS                                        | Jet Vehicon General & Igu-S                                            | 戦闘機（ジェットビーコンジェネラル） イグアナ、ビームガン （イグS） | Deluxe                                                                 | （独自発想）                                                                               |
| GAM-03                                                                 | ザド                                                                    | Zad                                                                    | ヤモリ、斧 | Basic                                                                  | （独自発想）                                                                               |
| GAM-04                                                                 | ゴブ                                                                    | Gob                                                                    | コブラ、チェーンソー | Basic                                                                  | （独自発想）                                                                               |
| GAM2-04                                                                | ダド                                                                    | Dado                                                                   | カメ、盾 | Basic                                                                  | （独自発想）                                                                               |
| GAM3-04                                                                | ドボ                                                                    | Dobo                                                                   | トンボ、ガトリングガン | Basic                                                                  | （独自発想）                                                                               |
| トランスフォーマーGO!（2013年 - 2014年）（タイムピリオド：今年）       |                                                                         |                                                                        | |                                                                        |                                                                                            |
| G-04                                                                   | ガイドーラ                                                              | Lazerback                                                              | ドラゴン | Deluxe                                                                 | （独自発想）                                                                               |
| G-07                                                                   | バクドーラ                                                              | Ripclaw                                                                | ドラゴン | Deluxe                                                                 | （独自発想）                                                                               |
| G-08                                                                   | ブドーラ                                                                | Grimwing                                                               | ドラゴン | Mega                                                                   | （独自発想）                                                                               |
| G-09                                                                   | ゴラードラ                                                              | Abominus                                                               | 双頭龍（ドララ） 双頭龍（ガララ） ドラゴン（ブララ） ドラゴン（ジュララ） ドラゴン（バララ）                                                                            | Deluxe                                                                 | （独自発想）                                                                               |
| G-11B                                                                  | ハンターネメシスプライム                                                | Beast Hunter Nemesis Prime                                             | トレーラートラック | Mega                                                                   | ブラックコンボイ（初代トランスフォーマー）                                                 |
| G-12                                                                   | ドラゴトロン                                                            | Predaking                                                              | 三頭龍 | Mega                                                                   | （独自発想）                                                                               |
| G-13                                                                   | ハンターショックウェーブ                                                | Beast Hunter Shockwave                                                 | エイリアンタンク | Mega                                                                   | レーザーウェーブ（初代トランスフォーマー）                                                 |
| G-17                                                                   | ハンタースタースクリーム                                                | Beast Hunter Starscream                                                | F-16戦闘機 | Deluxe                                                                 | スタースクリーム（初代トランスフォーマー）                                                 |
| G-18                                                                   | ハンターサウンドウェーブ&ラヴィッジ                                     | Beast Hunter Soundwave & Ravage                                        | 偵察機（MQ-9 リーパー）（サウンドウェーブ） ジャガー（ラヴィッジ） | Deluxe                                                                 | サウンドウェーブ（初代トランスフォーマー） ジャガー（初代トランスフォーマー）              |
| G-19                                                                   | ハンターラチェット                                                      | Beast Hunter Ratchet                                                   | 救急車 | Deluxe                                                                 | ラチェット（初代トランスフォーマー）                                                       |
| G-21                                                                   | ジュドーラ                                                              | Skystalker                                                             | ドラゴン | Deluxe                                                                 | （独自発想）                                                                               |
| G-23                                                                   | グレンドラゴトロン                                                      | Beast-Fire Predaking                                                   | 三頭龍 | Ultra                                                                  | （独自発想）                                                                               |

## シンボルマーク

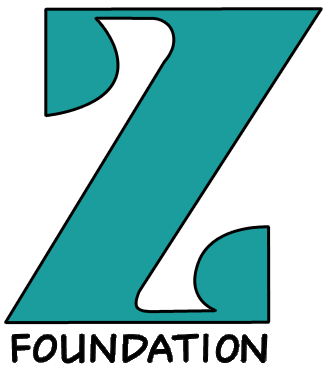
Z財団
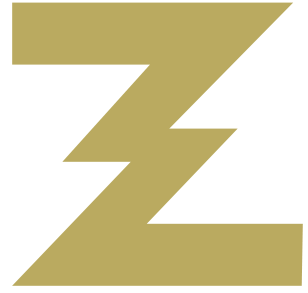
ザラック・コンソーシアム
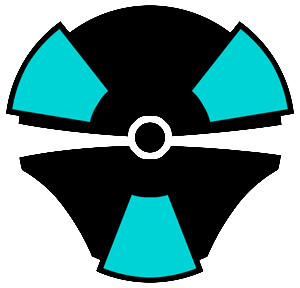
ビーストウォーズリターンズ